# Gárdonyi Géza
Gárdonyi Géza, született Ziegler Géza (Agárdpuszta, 1863. augusztus 3. – Eger, 1922. október 30.) magyar író, költő, drámaíró, újságíró, pedagógus, a Magyar Tudományos Akadémia tiszteleti tagja. A 19–20. századforduló magyar irodalmának népszerűségében máig kiemelkedő alakja. Korának sajátos figurája, egyik irodalmi körhöz sem sorolható tagja volt. Életműve átmenetet képez a 19. századi romantikus, anekdotikus történetmesélés és a 20. századdal születő Nyugat-nemzedék szecessziós, naturalista-szimbolista stíluseszménye között.
A pályafutását 1881-ben népiskolai tanítóként kezdő, majd 1885 után újságíróként folytató Gárdonyi 1897 után vidéki visszavonultságban alkotott („az egri remete”), szépírói munkásságának szentelve életét. Pályáját folyamatos útkeresés, tematikai és formai kalandozás jellemezte, prózaírói életműve ennek fényében három korszakra osztható. Az 1890-es években írt népies hangvételű novellái és elbeszélései hozták meg számára a kortársak elismerését (Az én falum, 1898), de az utókor elsősorban a századfordulót követő évtizedben keletkezett történelmi regényei révén ismeri (Egri csillagok, 1901; A láthatatlan ember, 1902; Isten rabjai, 1908), illetve a magyar lélektani regény korai darabjainak szerzőjét tiszteli személyében (Szunyoghy miatyánkja, 1913; Ida regénye, 1920). Bár költői és drámaírói munkássága kevésbé bizonyult maradandónak, szintén jelentős. Az 1900-as években a szórakoztató célú népszínművek kliséin túllépve lélekábrázoló jellegű népies történeteket dramatizált színpadra (A bor, 1901).

## Neve
Ziegler Géza néven látta meg a napvilágot a Fejér vármegyei Agárdpusztán, s első ízben tizenhét évesen, 1881. május 5-én az egri Füllentőben megjelent humoreszkjét írta alá Gárdonyi Z. Géza néven. Írói nevét születési anyakönyvezési helyszíne, a szomszédos Gárdony után választotta, s 1881 után – a Z. elhagyásával – egyre gyakrabban, az 1890-es évektől pedig kizárólagosan ezt tüntette fel művei fejlécén. Ez a tény, valamint 1879 után keletkezett, Ziegler Géza névre kiállított iratai (1882-es tanítói oklevele, 1884-es sárvári osztálytanítói bizonyítványa, 1885-ös házassági anyakönyve stb.) cáfolni látszanak a Magyar katolikus lexikon azon értesülését, hogy 1879-ben felvette volna a Gárdonyi Géza nevet. Abból, hogy gyermekeit Gárdonyi családnévvel anyakönyvezték, arra következtethetnénk, legidősebb gyermeke születése, 1887 előtt hivatalossá kellett tennie írói nevét, erre is rácáfolnak azonban 1890-es évekbeli személyes okmányai. Az Új magyar életrajzi lexikon – közelebbi forrásjelölés nélkül – tudni véli, hogy az író 1897-től, Egerbe költözése évétől hivatalosan is viselte a Gárdonyi Géza nevet, ennek azonban nem találni nyomát a szócikkünkhöz forrásműként felhasznált, róla szóló életrajzi monográfiákban.
Pályája során számos álnevet használt, főként újságírói tevékenysége kapcsán, illetve pályája korai szakaszában írt röpiratai és ponyvái címlapján, később pedig gyermekmeséi fejlécén. Ezek betűrendben: Balatoni, Black William dr., Don Vigole, Egy katholikus, Egy katholikus pap, Figurás Feri, Figurás Géza, g.g., gh.t., Garabonciás diák, Gárdonyi bácsi, Géza bácsi, Göre, Göre Gábor, Ista Pista, Katufrék Fekete Géza Pétör, Mindentudó Gergely bácsi, Mummery Róbert, Nagyapó, Nemeskéry Sándor, Paprika János, Répa Matyi, Somogyi lantos, Tamásffy dr., Vén Hegedős, Yang A. dr., Yang O. I. dr., -yi.

## Életútja

### Származása és családja

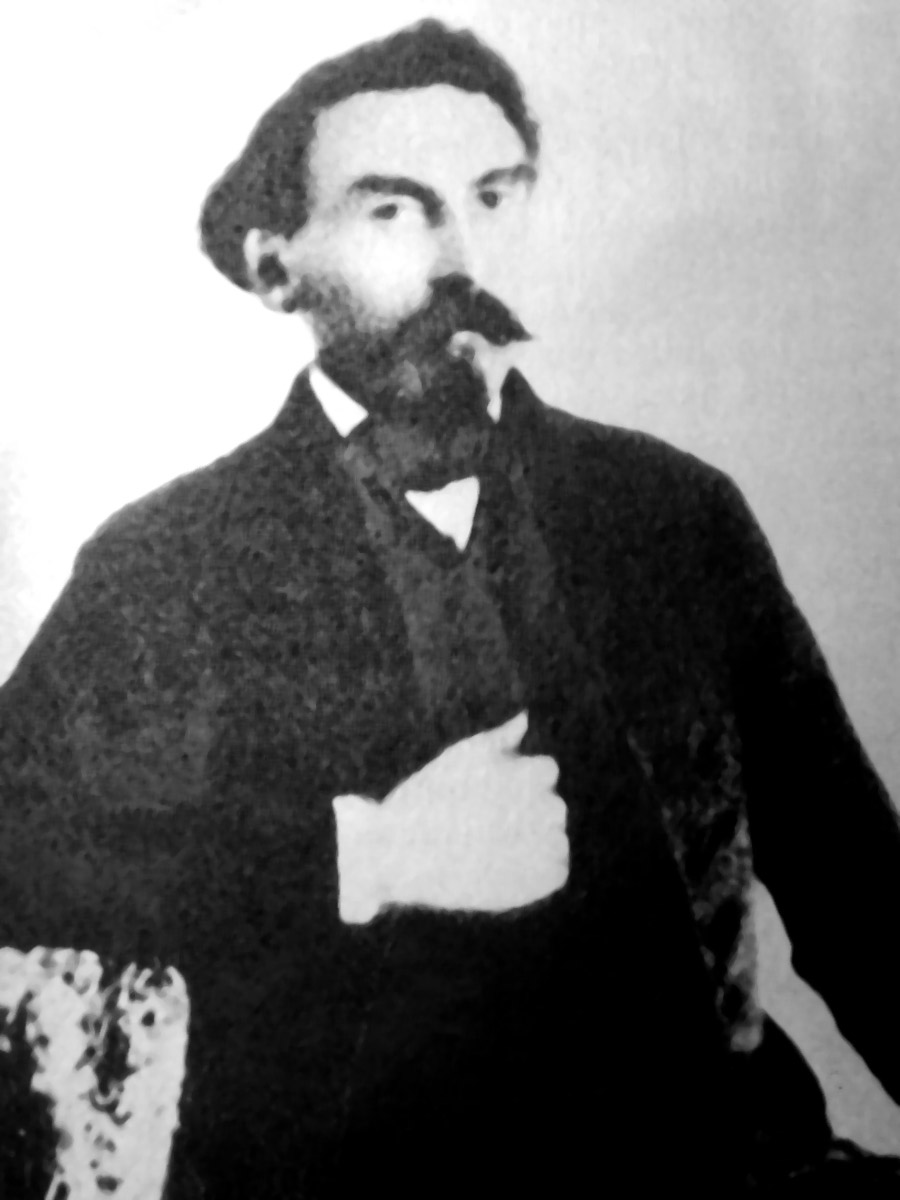
Gárdonyi apja,
Ziegler Sándor

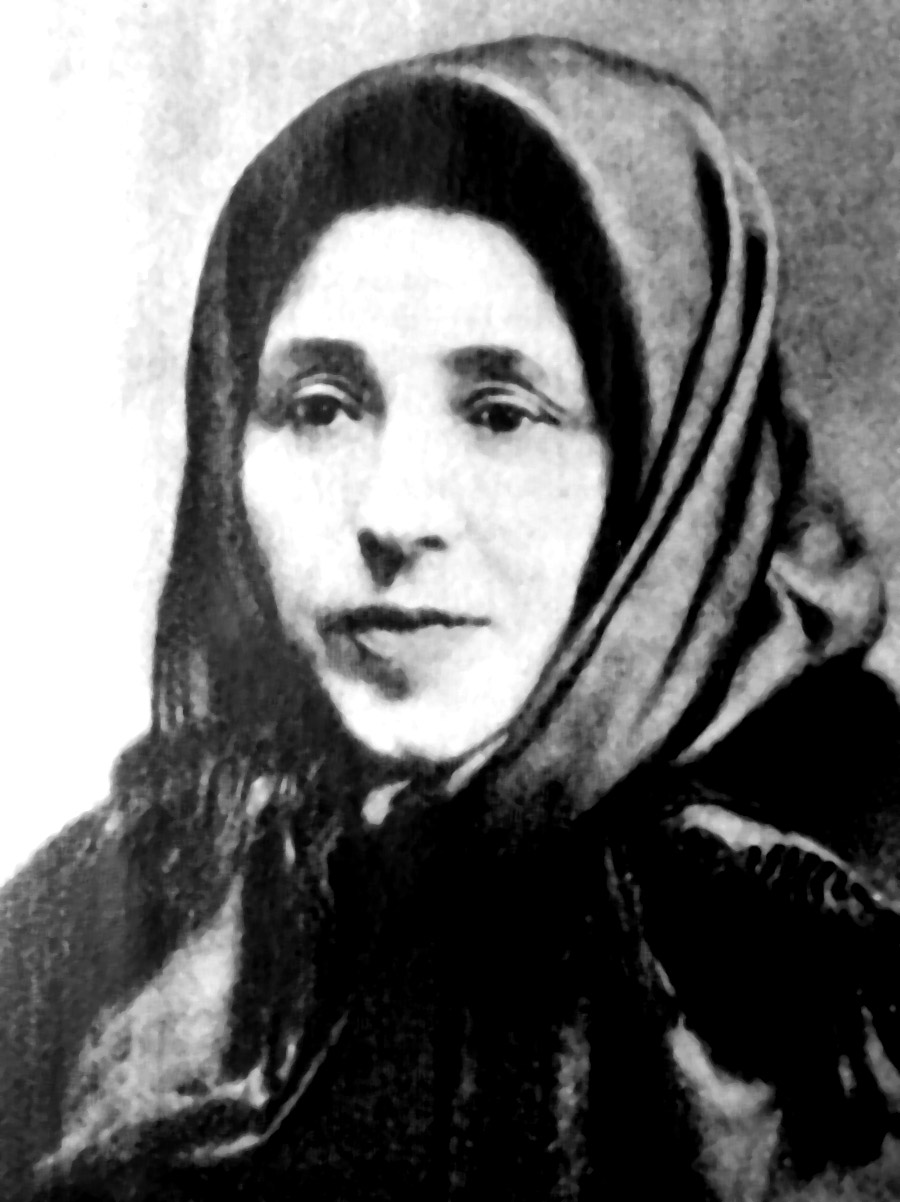
Gárdonyi anyja,
Nagy Terézia

Gárdonyi édesapja, a nemeskéri születésű Ziegler Sándor Mihály (1823–1879) szászországi polgári származású, evangélikus felekezetű, évszázadokon át Sopron környékén élt és dolgozott vasművesek – kovácsok, lakatosmesterek – leszármazottja volt. Iskoláiból gépészlegényként szabadult fel, majd Bécsben folytatott gépészmérnöki tanulmányokat. Több találmány fűződött a nevéhez, így például az önélező ekevas és egyfajta színes acélzománcozási eljárás, amelynek technikájára vállalatot is alapított. Huszonöt éves korában már kétszáz ember dolgozott a keze alatt a bécsi Ziegler-gyárban, ahol egyebek mellett először gyártottak acél ekevasat és acélfésűt. A szabadságharc kitörésekor elhagyta Bécset és feladta az anyagi biztonságot, s mint „Kossuth fegyvergyárosa” tüntette ki magát az elnyomás elleni küzdelemben. Hadnagyi rangban a saját pénzén felszerelt pesti, később Nagyváradra, majd Aradra telepített fegyvergyár igazgatója volt, kivívta Kossuth megbecsülését és Petőfi barátságát. A szabadságharc leverését követően teljes vagyonát az ellenség kezén hagyva szökött el Aradról. Álruhába öltözve, az országot megkerülve, Bukaresten és Bécsen keresztül érkezett meg szülőfalujába, Nemeskérre, de csakhamar elfogták és haditörvényszék elé került. Megmenekülését annak köszönhette, hogy a hatóságoknál kegyben lévő jóakarói aláírásukkal igazolták: a pesti fegyvergyáros csupán névrokon, Ziegler a szabadságharc során végig Bécsben tartózkodott. Ezt követően évekig valóban az osztrák fővárosban élt, különböző gépgyárakban dolgozott, majd az 1850-es években végleg hazatért Magyarországra.
Egyik hazai megbízása a szőlősgyöröki gőzmalom megépítése és felszerelése volt. E munkája során ismerte meg, majd 1860. december 8-án feleségül vette a nála tizenhét évvel fiatalabb Nagy Teréziát (1840–1926), parasztsorba süllyedt szőlősgyöröki római katolikus kurtanemesek sarját. Frigyükből hét gyermek – egy leány és hat fiú – született: Tera (1861–1865), Géza (1863–1922), Béla (†1865), Béla (1866–1888), Dezső (1868–1874), Árpád (1869–1871), Árpád (1875–1893). Hat testvére közül csupán két öccse érte meg a felnőttkort – hogy még fiatalon a sírba is hulljanak –: az apjuk nyomába szegődő, lakatoslegénnyé váló Béla, és a színészi pályát választó, vízi balesetben meghalt ifjabbik Árpád. A szőlősgyöröki gőzmalom elkészülte után Ziegler uradalmi gépészként, cséplőgépkezelőként és -karbantartóként kereste kenyerét. Megalkuvásra képtelen, lázadó természetű ember lévén, munkaadói sehol nem tűrték meg hosszabb ideig, így gyakran kényszerült új munkahelyre szegődni és lakóhelyet váltani. 1861. június 1-jétől Ziegler a Veszprém vármegyei akarattyapusztai Fiáth-uradalom kovácsa lett, majd 1862. február 21-én a Fejér vármegyei Agárdra költözött az akkor már egygyermekes házaspár.

### Gyermek- és ifjúkora

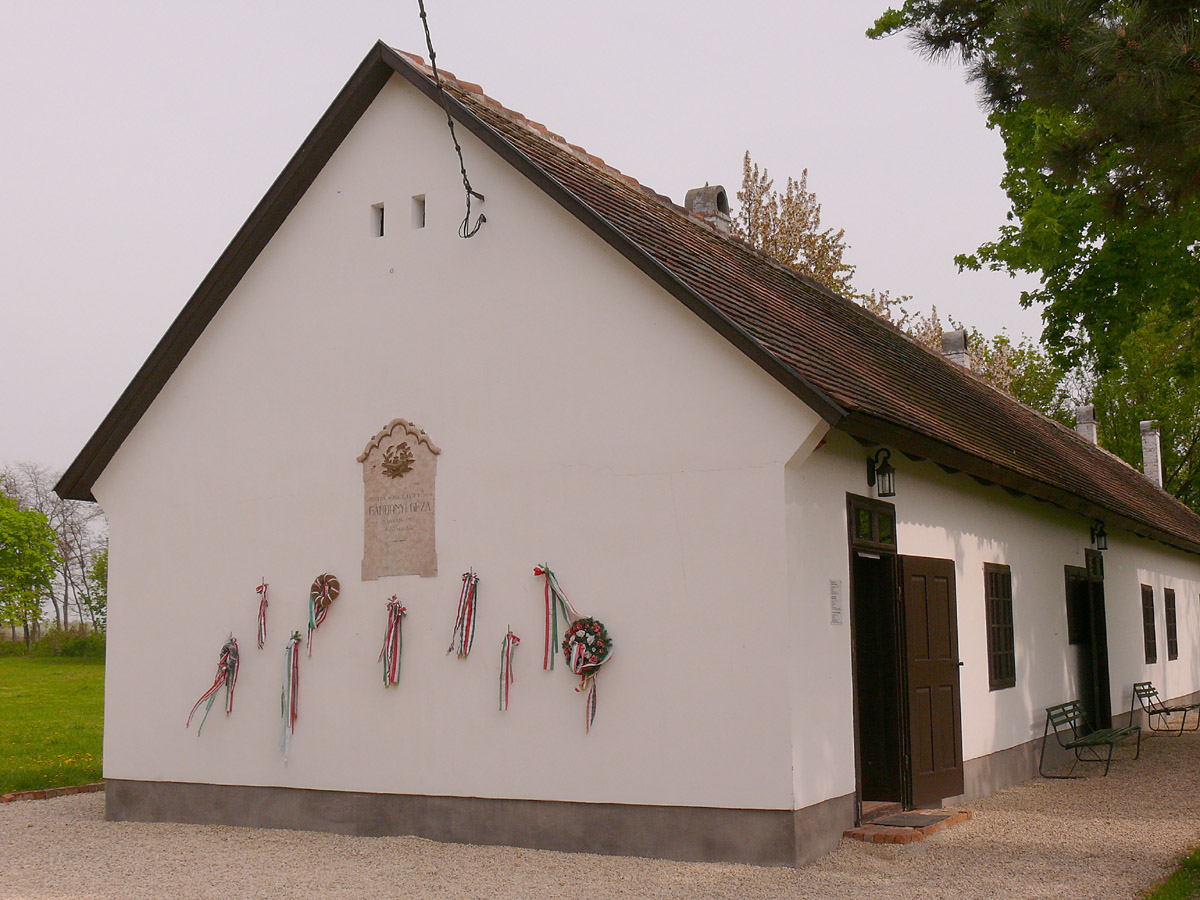
Gárdonyi emléktáblával jelölt agárdpusztai szülőháza, ma Gárdonyi Géza Emlékház

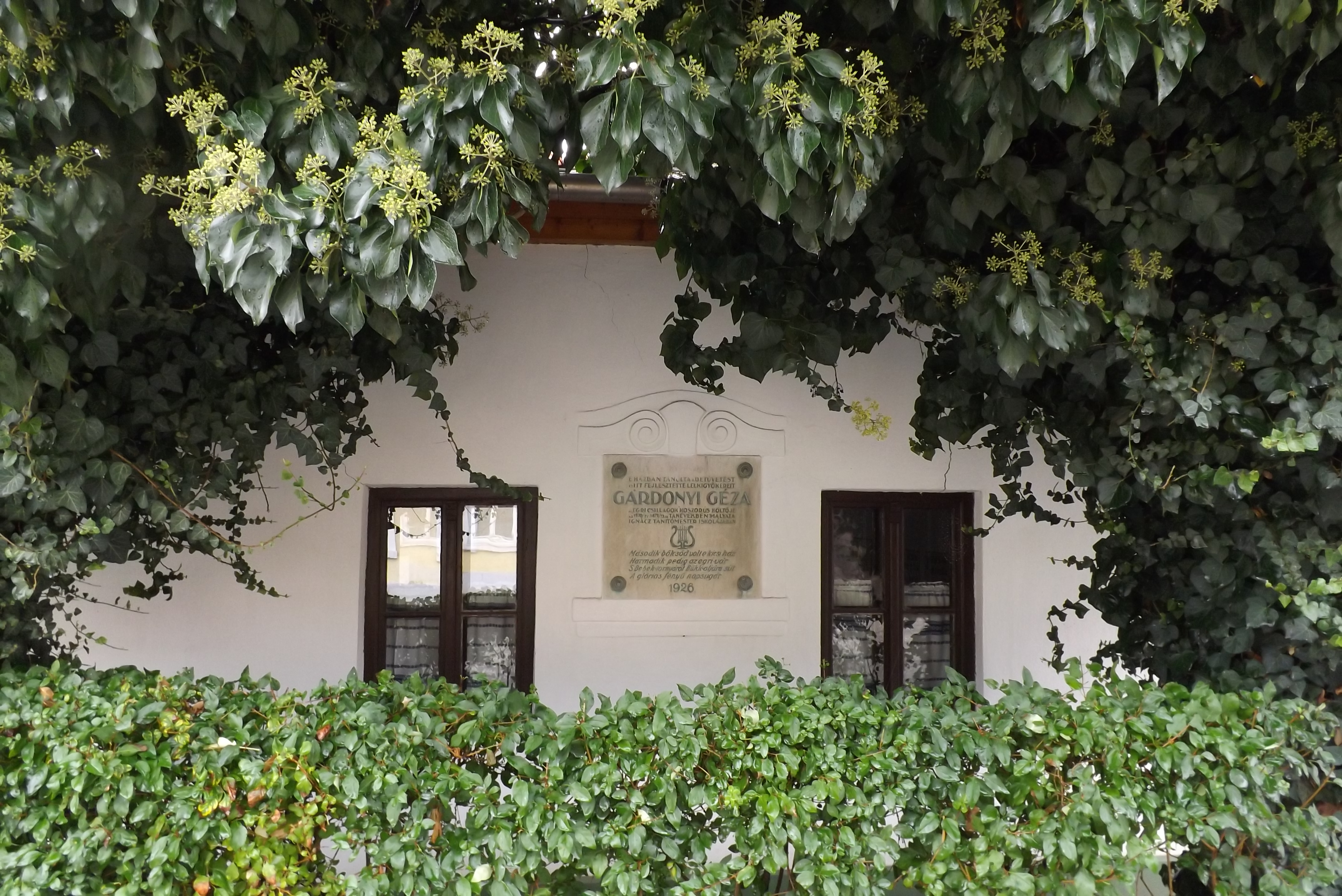
A sályi Gárdonyi Géza-emlékház

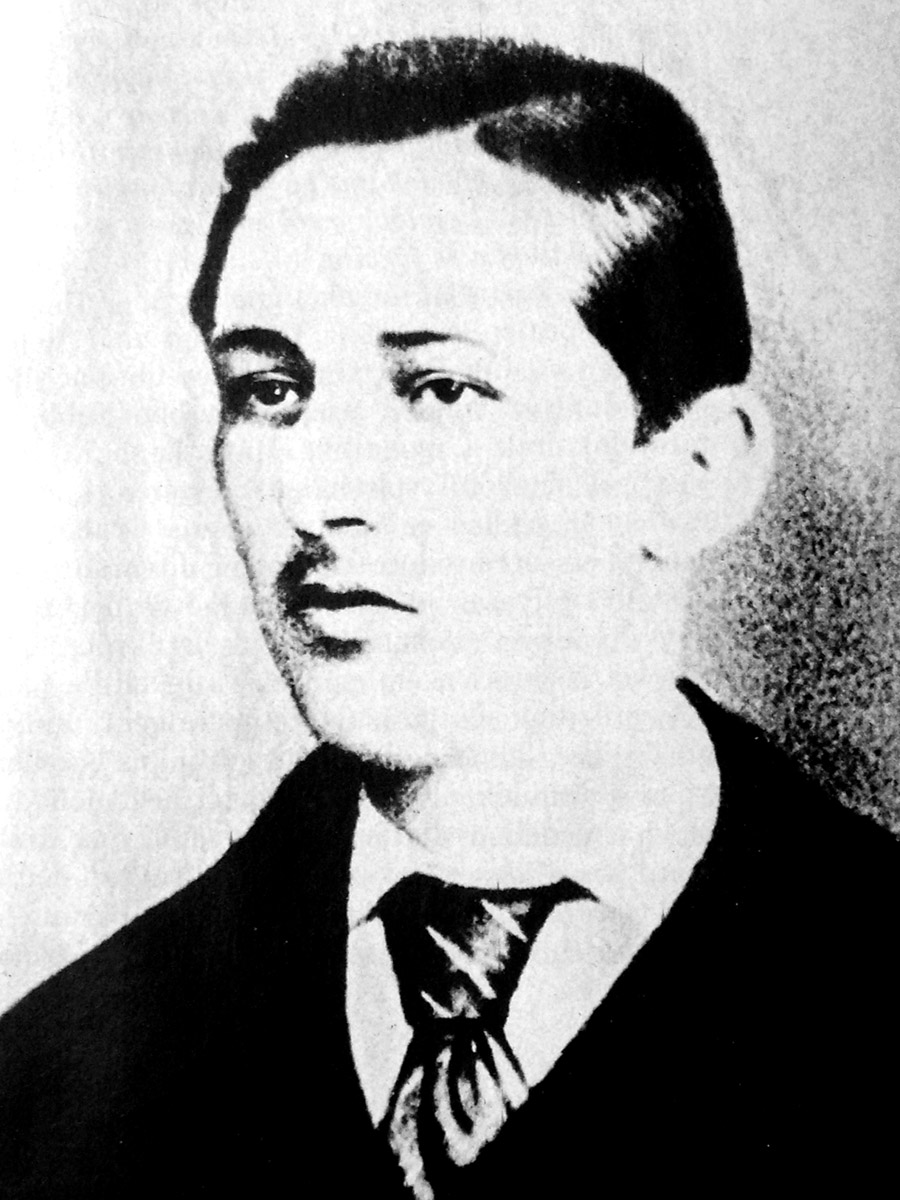
Gárdonyi 1880 körül, egri tanítóképzősként

Géza fiuk születésekor a Ziegler család tehát éppen a Velencei-tó déli előterében, a Gárdony melletti Agárdpuszta Nádasdy-uradalmában élt, ahol a családfő uradalmi gépészként dolgozott. A leendő író egy nádfedelű, hosszú gerincű cselédházban látta meg a napvilágot 1863. augusztus 3-án (az emléktáblával megjelölt épület ma a Gárdonyi Géza Emlékháznak ad otthont). A csecsemőt az agárdpusztai Szent Anna-kápolnában anyjuk római katolikus vallására keresztelték. Agárdpusztán sem sokat időztek azonban, az apa 1879-es haláláig összesen tizenhat településen fordult meg a család. 1864. április 24-étől a Somogy vármegyei Kilitin, 1866. szeptember 29-étől átmenetileg a Fejér vármegyei Pátkán, majd Székesfehérváron éltek. 1868 nyarán Pestre, az erzsébetvárosi Rózsa utcába költözött a család, míg az apa Szarvason dolgozott cséplőgépkezelőként. Később egy lipótmezei szolgálati lakásban éltek, a családfő ugyanis a Magyar Királyi Országos Tébolyda főgépészi állását foglalta el. Az apa később az Óbudai Hajógyár munkása lett, s a család is követte Óbudára. A gyermek Ziegler Géza Budán kezdte meg elemi iskolai tanulmányait 1868 végén, majd miután apja 1870. május 1-jén a Borsod vármegyei Sályban, a Laszty-birtokon kapott állást, három osztályt a faluban, az 1873–1874-es tanévet pedig már Hejőcsabán végezte. Az 1873. május 26-áig nyúló hároméves sályi tartózkodás volt Gárdonyi gyermekkorának legemlékezetesebb, legönfeledtebb korszaka. Itt alakult ki benne a magyar vidékről alkotott idillikus képe, s itt ismerkedett meg a nép gondolatvilágával, hiedelmeivel, a népköltészettel – és Duka Vilmácska személyében az első gyerekszerelemmel.
Zieglerék 1874. június 1-jén a Zemplén vármegyei Taktaharkány melletti Jajhalomba költöztek, Géza az 1874–1875-ös tanévben a sárospataki református kollégium tanulója volt. Noha apja jóvoltából és mintájára kora gyermekkorától falta a könyveket, meglehetősen gyenge képességű diáknak bizonyult, saját későbbi szavaival: „Februárban kimaradtam az iskolából, mert mindenből szekundám volt.” A család vándorlása folytatódott: 1875. december 3-án Tiszalúcon telepedtek le, majd a borsod–zempléni vidéknek búcsút intve 1876. április 1-jén visszaköltöztek a fővárosba. A családfő előbb a Fehér Miklós-féle gépgyárban helyezkedett el, a család a Soroksári úton lakott, majd az apa 1877. október 1-jétől a Károlyiak kál-nagyútpusztai uradalmában vállalt állást (ez lett utolsó munkahelye). Gézát 1876-ban a budapesti Calvin téri református gimnáziumba íratták be. Nem tartozott a szorgalmasabb vagy kiemelkedő képességű nebulók közé, de tanulmányi előmenetelére ekkor már nem volt különösebb panasz. Később e pesti esztendőkre úgy tekintett vissza, mint élete egyik legboldogabb időszakára. Itt kötötte első barátságait – többek között későbbi pályatársával, Pekár Gyulával –, itt érte az első diákszerelem, tizenöt évesen itt szerezte első maradandó irodalmi élményeit (Cervantes Don Quijotéja) és írta első verseit.
1878-ban letette érettségi vizsgáját, majd a betegségre hajlamos, gyenge fizikumú, vékonydongájú fiú mesterember ősei hagyományaival szakítva szeptemberben az Egri Érseki Tanítóképző (röviden a Líceum) növendéke lett. Ha szerette a pesti diákéletet, úgy annál nehezebben viselte a nélkülözésektől, a magányosság és a céltalanság érzésétől terhes egri esztendőket. Noha szegény sorú család sarjaként érseki ösztöndíjban részesült, és alkalmi házitanítóként sovány keresethez is jutott, mégis mostoha körülmények között élt. Egy évig a Magazin utcai Antali Borcsa-féle diákmenhely egyik nyomorúságos szobájában lakott harmadmagával, majd egy fáskamrából kialakított deszkafalú házikóban tengődött. Lelki állapotára és anyagi helyzetére további csapást mért apja 1879. októberi halála. Mindemellett a tanulás sem lelkesítette, nem fűtötték tanári ambíciók, ahogy ő fogalmazott: „Kedv, hajlam… majd megjön az is, csak diploma legyen!” Hiányzott belőle az elhivatottság érzése, a tanítóképezdében a közepes képességű diákok közé tartozott. Magyar nyelvből egy ízben professzora, Répássy János meg is buktatta a következő szavak kíséretében: „Fiam, tebelőled sohse lesz nagy ember, de a kenyeredet azért meg tudod keresni.” Répássy megérte volt tanítványa irodalmi csillagzatának felemelkedését, s élete legnagyobb gyalázatának nevezte korábbi szavait. Más szempontból mégis termékenynek bizonyultak az egri évek. Az irodalombarát egri képezdészek önképzőkörének egy ideig alelnöke volt. 1879-ben itt, a részben általa szerkesztett és illusztrált Drukk (vagy Druck) című diákélclapban jelentek meg első írásai, ennek megszűntével a Frici című hetilap élcrovatába írt rövid, csattanós történeteket. 1881 elejétől egy újonnan induló egri élclap, a Füllentő illusztrátora és Don Vigole álnéven néhány humoreszkjének szerzője volt. A városi papságot, a túlbuzgó egri híveket és a líceum tanárait kifigurázó – szintén álnévvel megjelent – írásai többször sodorták kínos helyzetbe.

### Néptanítói és újságírói pályafutása

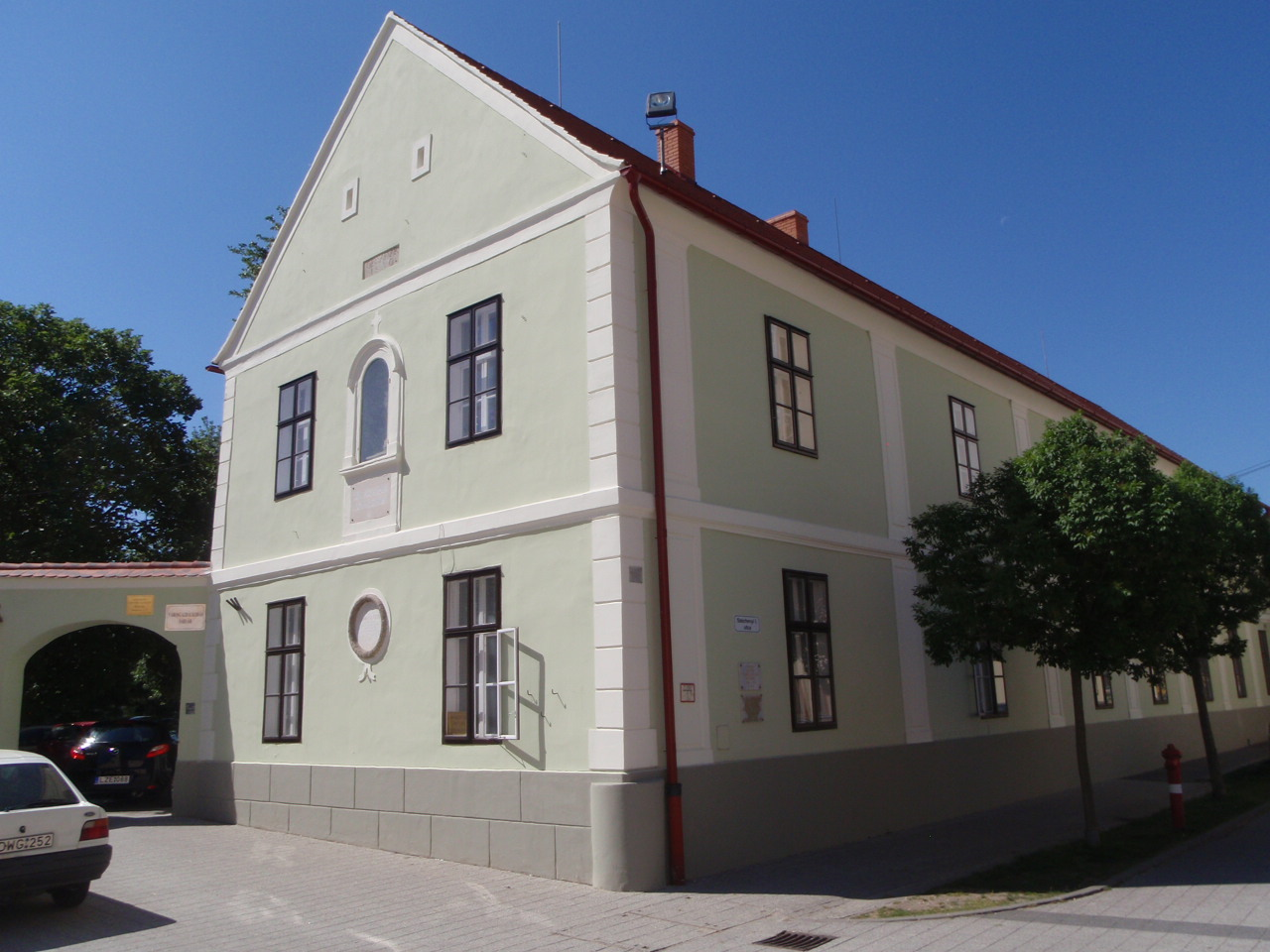
A sárvári iskola, ahol 1884-ben tanított

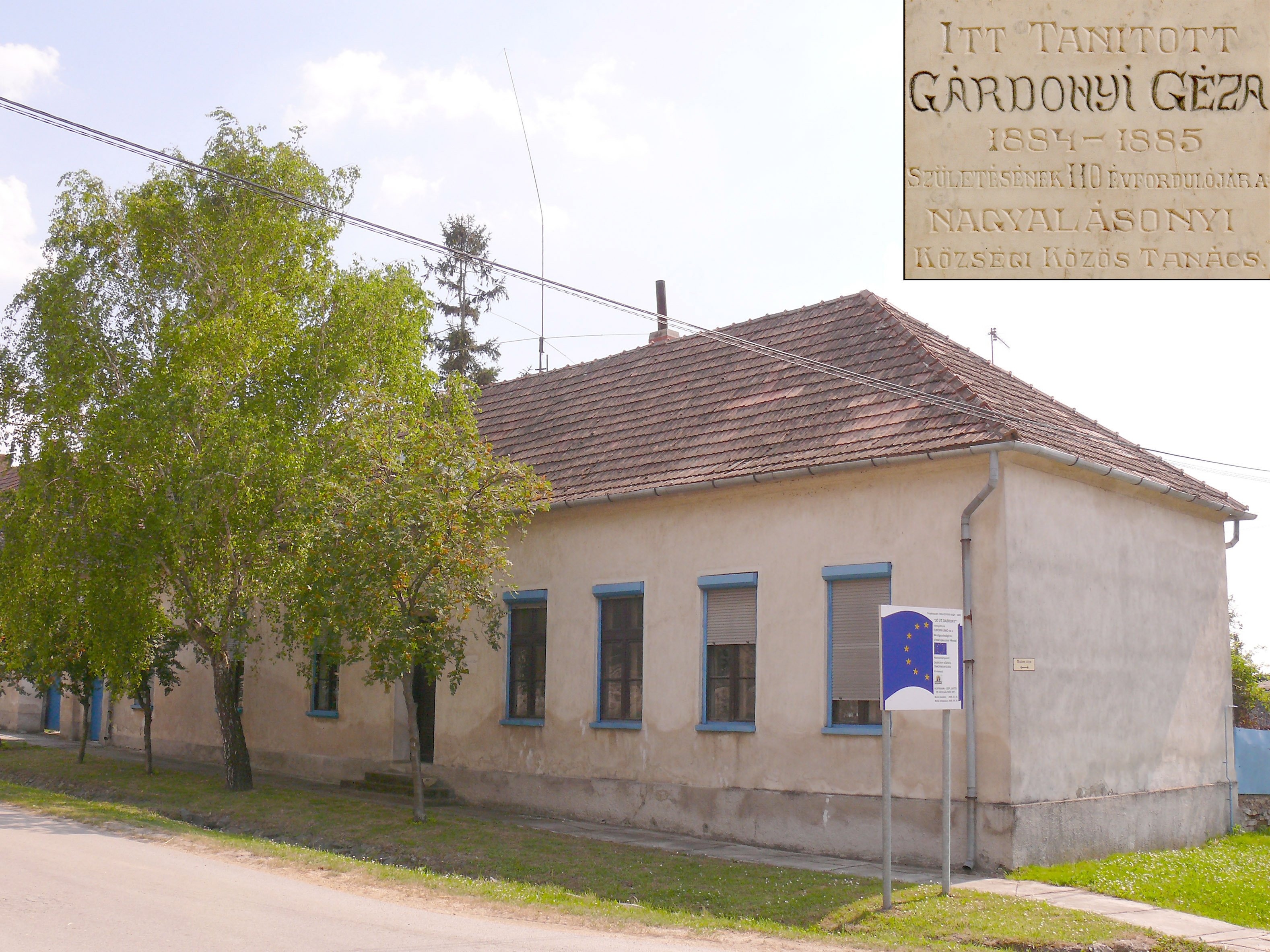
Az egykori dabronyi római katolikus iskola épülete, falán Gárdonyi-emléktábla

A harmadév befejezése utáni nyárra hazaköltözött édesanyjához, Szőlősgyörökre, és hogy egyéves tanítói gyakorlatát teljesítse, 1881. szeptember 28-án a Somogy vármegyei Karádon vállalt segédtanítói állást. Ismét nyomorúságos körülmények között élt, az osztályteremben szalmazsákon hált, s szánalmas keresményét is arra fordította, hogy Köpönyeg címen – bukásra ítélt – lapot indítson a somogyországi községben. Karádi évével teljesítette próbatanítását, és vizsgái letételét követően, 1882. május 30-án átvehette – „elégségesen képesített” megjegyzéssel kiadott – népiskolai tanítói oklevelét is. 1882. szeptember 5-én a Veszprém vármegyei Devecser elemi iskolájában helyezkedett el segédtanítóként, majd 1884. január 20-a és június 29-e között a Vas vármegyei Sárváron volt osztálytanító. Időről időre tolla után nyúlt, s ha meglehetős rendszertelenséggel is, de dunántúli és fővárosi lapok közölték írásait, elbeszéléseit és verseit (Zalamegye, Somogy, Veszprém és Vidéke, Pápai Lapok, Vasmegyei Lapok, Dunántúl, Ország-Világ, Budapesti Néplap, Pesti Hírlap, Néptanítók Lapja, Fővárosi Gyorsíró stb.). Gyorsan múló ifjonti szerelmi vágyakozásait és a lelkét annál makacsabbul mardosó csalódásait versbe öntötte, s 1882-ben első – soha el nem készült – regénye megírásába is belefogott. Ugyanebben az évben írta meg – a devecseri kántor, Tima Lajos biztatására – „Fel nagy örömre…” kezdetű karácsonyi egyházi énekét. 1883-tól különböző, jobbára ismeretlen élclapokban (Füstölő, Pipa János) jelentek meg kisebb szatirikus történetei. Írt tehát, ha tehette, de eközben a még egri képezdész korában megidézett tanítóság iránti „kedv és hajlam” nem költözött be a szívébe. Sanyarú életkörülmények között tanítással töltött évei során felhalmozódott benne a mellőzöttség keserű érzése, s Devecserben tapasztalta meg először a szerelmi csalódás ízét, gyengéd érzelmei sem Tima Herminnél (patrónusa leányánál), sem Gergelyi Katalinnál nem találtak viszonzásra. Egyre fojtogatóbbnak érezte a vidéki néptanítói életet, s legszívesebben városi könyvkereskedőként képzelte el jövőjét. 1883 augusztusában még szerzetesnek is jelentkezett, de a pozsonyi ferencesek rendfőnöke elutasította kérelmét. Sárvárt ellenzéki magatartása miatt kellett elhagynia: az évzáró ünnepségen a himnusz elhangzása után tanítványai rögtön rázendítettek az általa betanított, „Jaj, de huncut a német, hogy a fene enné meg…” kezdetű nótára. 1884. szeptember 6-a, az 1884–1885-ös tanév kezdete ismét tanítóként köszöntött az ifjú Ziegler Gézára a Veszprém vármegyei Dabronyban. Ám ezúttal a katolikus felekezeti iskola választott kántortanítója volt, ami életkörülményeit tekintve előrelépést jelentett. Szolgálati lakást kapott, így hát maga mellé vette édesanyját és Árpád öccsét is. Újult erővel, lelkiismerettel végezte tanítói munkáját, amelyben szabad kezet kapott: egy sor játékos módszert vezetett be az írás-olvasás tanítására, s a kor didaktikai zsinórmértékétől eltérve, a maga elképzelése szerint oktatta a betűírás tudományát. Tanítványai és a falu népe egyaránt megbecsülték, s a sikerélmény megbékítette sorsával, a néptanítói pályával, bár továbbra is anyagi gondok gyötörték. Az írással, a dunántúli lapokkal való levelezéssel nem hagyott fel, s 1885 februárjában rámosolygott a nem várt szerencse: a pécsi Dunántúl című lap külső munkatársa lett.

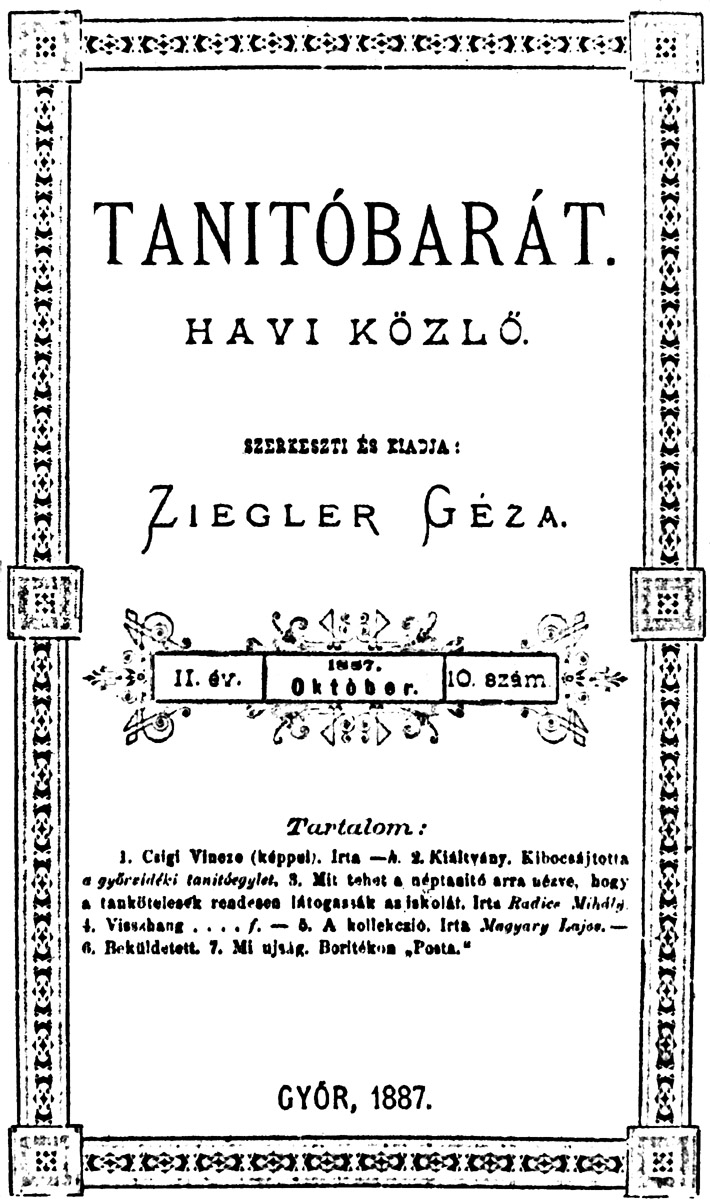
A Tanítóbarát egyik számának címoldala

1885. október 15-én lemondott kántortanítói állásáról, október 28-án házasságot kötött a dabronyi Csányi Máriával, s az ifjú házasok Győrben telepedtek le. Eleinte házitanítóskodásból kívánta fenntartani magát, de nem sikerült munkát találnia, így a zsurnalisztika felé fordult. Noha már korábban is jelentek meg írásai különféle lapoknál, igazából itt, Győrben indult el újságírói karrierje. 1885 őszén Pereszlényi János lapszerkesztő meghívására előbb három hónapon keresztül a negyvennyolcas függetlenségi eszmékhez hű Hazánk főmunkatársa lett. 1886 januárjában megindította és 1888-ig szerkesztette a Tanítóbarát című tanügyi folyóiratot, valamint sajtó alá rendezte a Néptanítók Naptárának 1886–1888-as évfolyamait. Ezzel párhuzamosan nem szünetelt hírlapírói tevékenysége sem, 1886. január 1-jétől a Győri Közlöny főmunkatársa, 1886. június 18-ától pedig ezzel egyidejűleg a Budapesti Hírlap külső munkatársa volt. 1886 szeptemberében családjával együtt Győrből Budapestre költözött, s a Budapesti Hírlap munkatársaként tevékenykedett. Ugyanakkor rövid időre a Budapesti Állami Tanítóképezde magyar–történelem szakos hallgatója lett. A Pedagógium magyar nyelv és irodalom tanárával, Király Pállal csakhamar összekülönbözött, miután a Budapesti Hírlap hasábjain vitriolos kritikát írt professzora tudományos munkásságáról, s azt nem is volt hajlandó visszavonni. Tanulmányainak és a fővárosi zsurnalisztalétnek egyaránt búcsút kellett intenie, s még 1887 elején visszatért Győrbe. A Győri Hírlap alkalmazásában folytatta újságírói munkáját, 1887. december 25-étől pedig a Garabonciás Diák című élclap számára is dolgozott. 1888. július 1-jétől átmenetileg ismét a Hazánk hírlapírója volt, röviddel később az immár egygyermekes család Szegedre költözött. Ziegler a kormánypárti Szegedi Híradó munkatársa lett, egyidejűleg 1888. december 25-étől 1890. április 1-jéig szerkesztette az újság mellékletét, az általa alapított Szögedi Paprika című élclapot is. 1890. május 1-jén átszegődött a független Szegedi Naplóhoz, a folyóirat belső munkatársa, egyúttal a lap vasárnapi melléklete, a Hüvelyk Matyi szerkesztője lett. A Tisza-parti város irodalmi kávéháza, a Hungária gyakori vendégeként szívélyes baráti kapcsolatba került Dankó Pistával, s ekkor és később is több maga írta nótaszöveggel segítette ki a cigányprímást. Nagy társasági életet azonban itt sem élt, szegedi éveiben is megmutatkozott emberkerülő hajlama, folytonos elvágyódása és útkeresése. Így hát kapva kapott az alkalmon, amikor 1891. augusztus 1-jei kezdéssel felkínálták számára az Arad és Vidéke belső munkatársi, riporteri állását. Aradon azonban ismét súlyos csalódás érte: a beígért munkakörnél nagyobb felelősség szakadt a nyakába, a beígért fizetségnél viszont rendszeresen kisebb összeg ütötte a markát.
Egészségi és idegi állapota megromlott, 1891 novemberében Aradon felmondott és Budapestre költözött, hogy a fővárosban kezeltesse gyomorbaját. December 11-étől – barátja, Bródy Sándor beajánlására – a Magyar Hírlap alkalmazta belső munkatársként, később politikai rovatvezetőként. Itt indította el 1892. június 6-án a később népszerűvé váló Göre Gábor-levelek folyamát, s itt és így ragadt rá pályatársai körében egy életen át használt baráti ragadványneve: Göre. Emellett írásokat, tárcákat küldött a Pesti Hírlap, az Egyetértés, a Függetlenség, gyermekeknek szóló történeteket és meséket írt Az Én Újságom és a Mátyás Deák számára. 1892-ben feleségétől különvált, aki gyermekeikkel együtt Győrbe költözött, 1893-ban meghalt szeretett Árpád öccse – az örökké magányos Gárdonyi magára maradt a századfordulós Budapest forgatagában is. A politikai újságírást nem szenvedhette, ezért 1894 júniusában kialkudta főszerkesztőjével, hogy ezután mindössze havonta négy tárca és két Göre-történet megírására kötelezhető. Ezzel párhuzamosan 1894. május 18-ától – ismét Bródy Sándor protekciójával – egy éven át a Feszty Árpád-féle körképvállalat titkáraként is tevékenykedett, feladata a körképet népszerűsítő írások, riportok megírása volt. Ezzel bejáratos lett a korabeli Budapest irodalmi életét meghatározó Jókai–Feszty-szalonba. 1895 végén maga is körképvállalatot alapított: Dante Alighieri Isteni színjátéka ihlette meg a Pokol-körkép megtervezésére, vázlatának megfestésére és megvalósítására. Az 1896 májusában a Városligetben megnyílt, összetákolt pavilonban sebtében megfestett körkép csúfosan megbukott, dacára az egyedi hangot megütő Gárdonyi-reklámszövegeknek („Menjen kérem a Pokolba!”, „Azt hallottam, Budapesten megnyílott már a Pokol, vigyázzon kend, komámasszony, nemsokára meglakol!”). Gárdonyit a kudarc letörte ugyan, de nem annyira, hogy tervbe ne vegye egy Petőfi-körkép és egy fehérló-áldozatot bemutató élő szereplős zsánerkép felállítását. Ez idő tájt szervezett országos gyűjtést, hogy a segesvári csatatéren elesett Petőfi feltételezett sírja fölé méltó emléket emeljen a nemzet. Törekvése részben sikerrel járt: 1897-ben felállították Köllő Miklós Petőfi-szobrát, de nem az egykori csatatéren, hanem a segesvári várban. 1896 márciusában a vasúti szabadjegy megvonása miatt összekülönbözött a Magyar Hírlap szerkesztőségével, s a Budapesti Hírlap élclapmelléklete, a Kakas Márton munkatársa lett.

### Egri remetesége

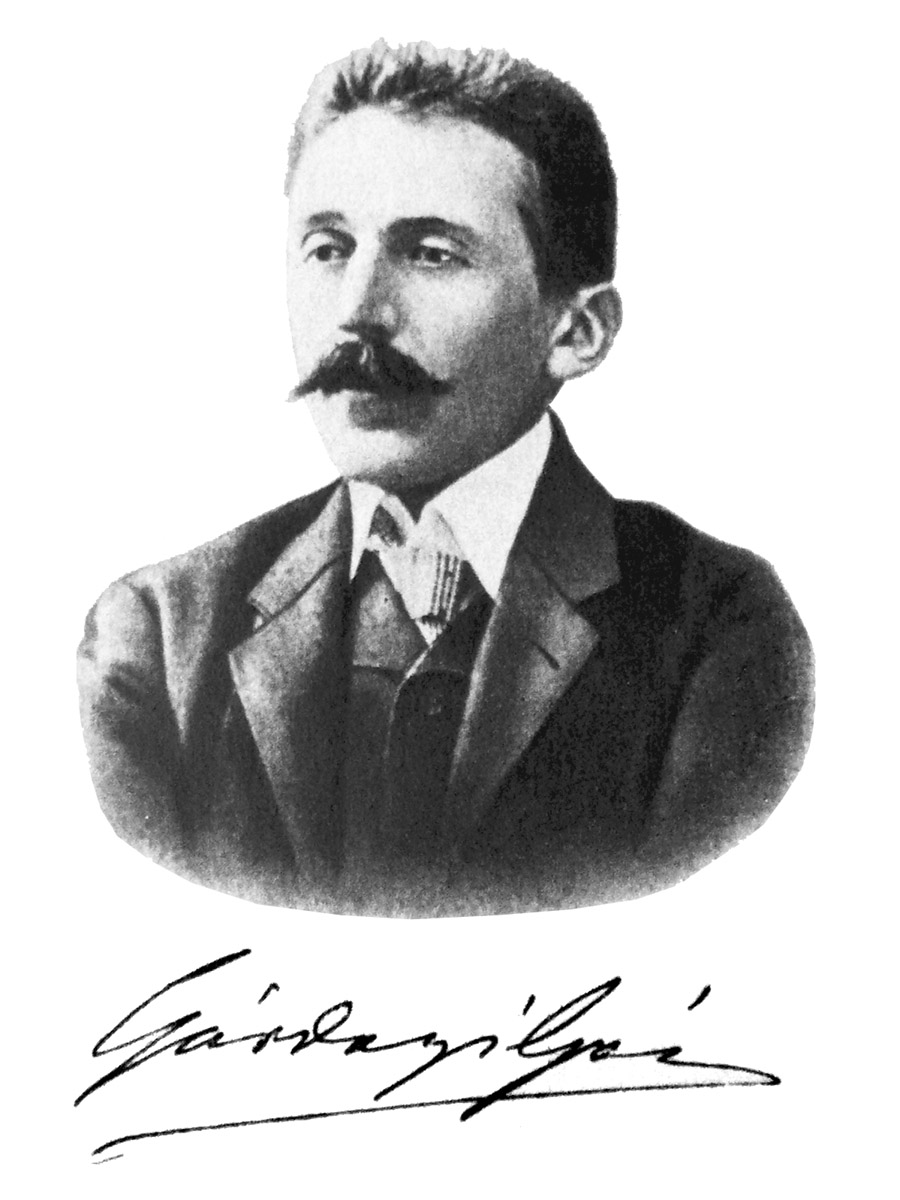
Gárdonyi a századforduló körül

Budapesti újságíróként egyre erősödött benne az érzés, hogy a fővárosi irodalmi élet és művészvilág talmi kulissza, a modern társadalom és civilizáció elfajult és elanyagiasodott. Rosszallóan szemlélte az 1896-os millenniumi előkészületeket és ünnepségeket övező „önáltató mámort”, a hazai közélet és közállapotok alakulását. 1895-ben először az akkor még a fővárostól különálló Rákospalotán akart házat venni, s magyar–történelem szakos tanári állást is ajánlottak számára a Pápai Állami Tanítóképző Intézetben, amit végül nem fogadott el. Egy időben fejébe vette, hogy kivándorol Amerikába, s ott vagy hegedűművész lesz, vagy saját fejlesztésű vízibiciklijével szerez vagyont magának. Gyakran kirándult a főváros környékére, s egy ízben, 1896 októberében diáksága színhelyére, Egerbe is ellátogatott. A városhoz nélkülözéssel telt iskolaéveinek rossz emlékei kötötték – két évtized elteltével a nagyváros zajából elkívánkozó író rácsodálkozott Eger szépségeire és nyugalmára. Bródy Sándor is bátorította az Egerbe költözésre, így hát nem tétovázott sokáig, úgy érezte, megtalálta végre a helyét. 1897. február 10-én az egri várra néző sáncnegyedi Hóhér-dombon megvásárolt egy tornácos parasztházat, s még ugyanazon év június 22-én – idős édesanyjával és maga mellé vett két idősebb fiával – Egerbe költözött. Hamarosan megvásárolták a szomszédos szőlőterületet, s az így kibővült portán 1899-ben másik ház épült. Az új házban alakították ki a konyhát, ebédlőt és ide költözött be a család többi tagja, míg ő maga a szintén átalakított, megnagyobbított régi épületbe fészkelte be magát. Könyvekkel, rövid szárú csibukokkal és hosszú szárú tajtékpipákkal zsúfolt, ablaktáblás és bőrrel párnázott ajtajú, teremnyi nagyságú dolgozószobájába nem szűrődött be a külvilág látványa és zaja, a napfény csak a tetőbe vágott ablakokon keresztül talált utat a „remetelakba”.

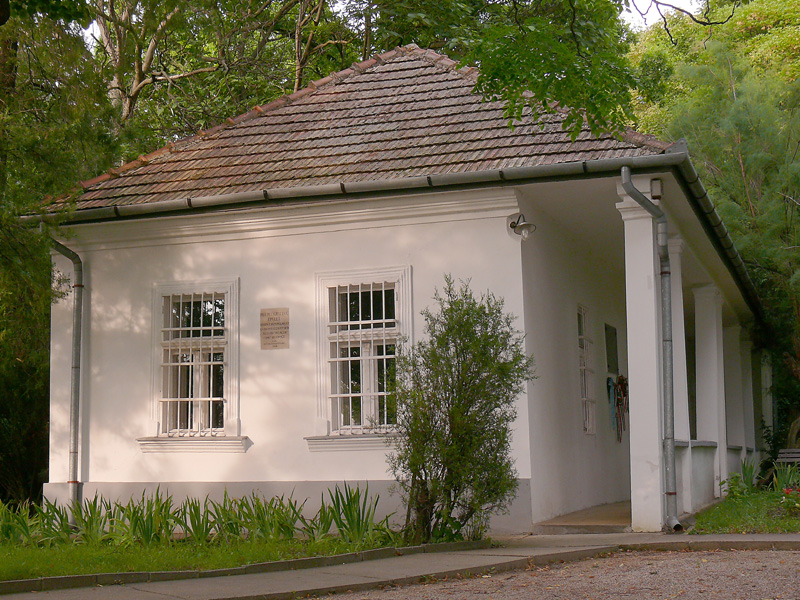
Az egri Gárdonyi-ház napjainkban

Az alakja köré fonódó legenda közvetlenül Egerbe költözése után, még életében kialakult. Kortársai „egri remetének,” vagy regénye után a „láthatatlan embernek” címezték. A kíváncsi tekintetek elől menekvést kereső, megközelíthetetlen ember hírében állt, ám ebben a sommás ítéletben már az 1900-as években is sok túlzás volt. Egyetlen legendateremtő momentum: az egri házba ellátogató írótársak rendre számot adtak arról, hogy Gárdonyi dolgozószobája ablaktalan, az író befalaztatta a ház ablaknyílásait; alkalmasint csupán zárva tartotta ablaktábláit a fejfájós író. Jóllehet, minden idejét az irodalomnak szentelte, s az egri magány szülte művészete legtermékenyebb időszakát, korántsem szakított el minden közéleti-irodalmi köteléket a külvilággal. 1897-től állandó külső munkatársa volt a Pesti Hírlapnak, valamint továbbra is küldött írásokat napi- és hetilapoknak (pl. Budapesti Hírlap, Magyar Hírlap, Néplap, Szabad Szó), irodalmi folyóiratoknak (pl. Új Idők, Jövendő, A Hét, Az Én Újságom) és élclapoknak (pl. Kakas Márton). 1903-ban kötött szerződésük értelmében a Singer és Wolfner rendületlenül ontotta a Gárdonyi-köteteket. A józsefvárosi Aggteleki (ma Kiss József) utcában szobát tartott fenn, gyakran utazott fel ugyanis Budapestre, az irodalmi körökben tájékozódni és darabjai színpadra állítása körül bábáskodni. A háza ajtaján kopogtató váratlan látogatóktól és riportot kérő újságíróktól valóban elzárkózott, s Eger társasági életétől is távol tartotta magát, de írótársait és barátait szívesen fogadta otthonában. Szoros barátságot ápolt többek között Tóth Bélával, Bródy Sándorral és Szabolcska Mihállyal. Ám amikor pályatársai 1911-ben lázasan készülődtek Gárdonyi harmincéves írói jubileumának megünneplésére, a rivaldafénytől irtózó egri remete teljes erélyével állította le a szervezkedést. Azt azonban már nem tudta megakadályozni, hogy az egri városvezetés 1912-ben átkeresztelje az író lakhelyéül szolgáló Takács utcát Gárdonyi Géza utcára.
Aszketikus életmódjának további cáfolata, hogy gyakran kelt útra, bel- és külföldön egyaránt: 1899 tavaszán Konstantinápolyba utazott anyagot gyűjtendő az Egri csillagokhoz, 1900-ban pedig Franciaországba ment, ekkor már az Attila és a hunok idejében játszódó A láthatatlan emberen gondolkozott, s a catalaunumi csatatér meglátogatása volt egyik célja. 1903-ban végiglátogatta gyermekkora helyszíneit, 1908-ban Olaszországban, 1909-ben Bajorországban járt, 1912-ben nagyobb körutazást tett Erdélyben. Voltak egészen sajátságos, különc útjai is: A bor című színművét úgy írta meg két hét alatt 1900-ban, hogy vonatról vonatra szállt, s míg szaporodtak a betűk a kéziratban, ő észrevétlen beutazta fél Magyarországot; 1901-ben álnéven szobát vett ki a kolozsvári New York szállóban, hogy befejezhesse Annuska című darabját. Élete utolsó évtizedeiben írói munkája mellett időt és energiát szentelt természetszeretete kibontakoztatásának is. Már 1895-től gyakran botanizált, akkor még a Buda környéki hegyeket járva gyűjtötte a növényeket herbáriuma számára, s volt egy külön gyűjteménye hírességek lakhelyéről és sírjáról szakított virágokkal is. Az egri háza körüli ötholdas birtokon botanikus kertet alakított ki, amelyet hazai és külföldi útjairól magával hozott növényekkel gyarapított. Gyűjtötte és mikroszkóp alatt vizsgálta a környék ízeltlábú-faunáját, 1898-ban felfedezett egy az egri pincékben honos, hatszemű bikapókfajt. Az általa megfigyelt állatokról és növényekről irodalmi értékű leírásokat küldött A Természet című folyóirat számára (halála után külön kötetben is megjelentek Mai csodák címen). 1907-ben a sóskúti dombok között megbújó nyaralót vásárolt magának. Emellett szívesen játszott hegedűjén, a kor kiemelkedő prímásai, Dankó Pista és Ányos Laci is kedvelték hegedűjátékát. Gyakran rajzolt, festett és fényképezett is. A festés ifjúkorától foglalkoztatta, már a szegedi festők 1891-es tárlatán is kiállították egy képét, s későbbi korszakából ismert több grafikája, táj- és zsánerképe, fiairól készített portréfestményei, illetve egy Munkácsy-tabló, a Krisztus Pilátus előtt saját kezű másolata.

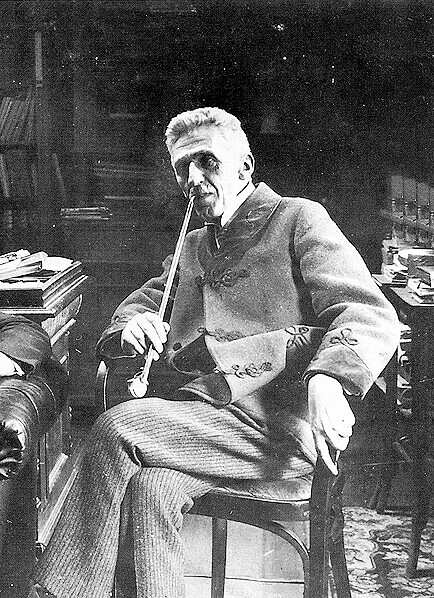
Gárdonyi egri dolgozószobájában az 1910-es években

Gárdonyi egész életén keresztül betegeskedő, gyenge fizikumú ember volt, ezt tetézte krónikus tüdőbaja és makacs hipochondriája is. A hipochonder Gárdonyiról szólva: 1909-ben elviselhetetlen és állandó fejfájására hivatkozva felhagyott irodalmi munkáival, és orvosról orvosra járva két éven át a halálos diagnózistól rettegett, mígnem 1911-ben orvos ismerőse, Grósz Emil olvasószemüveget rendelt számára. A szemüveggel előbb fejfájása, majd halálfélelme is megszűnt, újult erővel folytatta szépírói tevékenységét. 1914-ben abbáziai pihenésén érte a világháború kirobbanásának híre; a világrengést és a keleti frontra kerülő, majd orosz hadifogságba eső kisebbik fiáért érzett aggodalmat idegei megsínylették. 1917-ben felkínálták számára az Aradi Kultúrpalota igazgatói állását, de ezt Gárdonyi nem fogadta el. A világháború lezárultával visszakapta életben maradt fiát, örömmel üdvözölte a Monarchia megszűnését és 1918 októberében az őszirózsás forradalmat. Elapadt életereje visszatért, ha csak rövid időre is. Tanügyi és művelődéspolitikai javaslatokat fogalmazott meg a Károlyi Mihály-kormány számára, s megválasztották a budapesti Otthon Kör tiszteletbeli elnökének is. 1919-ben eleinte támogatta a Tanácsköztársaságot, áprilisban elvállalta az írói direktórium választmányi tagságát, főmunkatársként csatlakozott a Krúdy Gyula szerkesztésében megjelenő Néplaphoz, és korábban írt darabjai, népdrámái némelyikét ismét színpadra állították. Csakhamar azonban ellenérzést keltettek benne a proletárdiktatúra Egerben megtapasztalt módszerei. Augusztusban már megkönnyebbüléssel fogadta a Tanácsköztársaság leverését, októberben pedig megválasztották az ellenforradalommal szimpatizáló irodalmárok szervezete, a Magyar Írók Nemzeti Szövetsége díszelnökévé, később pedig versben köszöntötte Horthy Miklóst. Tétova politikai és közéleti lépései következményeként elveszítette szeretett barátját, az ellenforradalmi rendszerrel azonosulni nem tudó, emigrációban élő Bródy Sándort. Az utolsó években további csapást mért lelki és egészségi állapotára, idegrendszerére a kiadójával, a Singer és Wolfner Irodalmi Intézettel folytatott vitája, majd 1920-tól a viszály nyomában járó szerzői jogi per. A vitatott kizárólagossági jog miatt a Singer és Wolfner vonakodott műveinek jogát visszaadni, az író pedig nem volt hajlandó új kéziratokat megjelentetésre átengedni, ráadásul más kiadókkal sem tárgyalhatott érdemben, így 1916 után írásai csak folyóiratok hasábjain jelentek meg. A pert kevéssel halála előtt megnyerte ugyan, de gyümölcsét már nem élvezhette.

### Halála

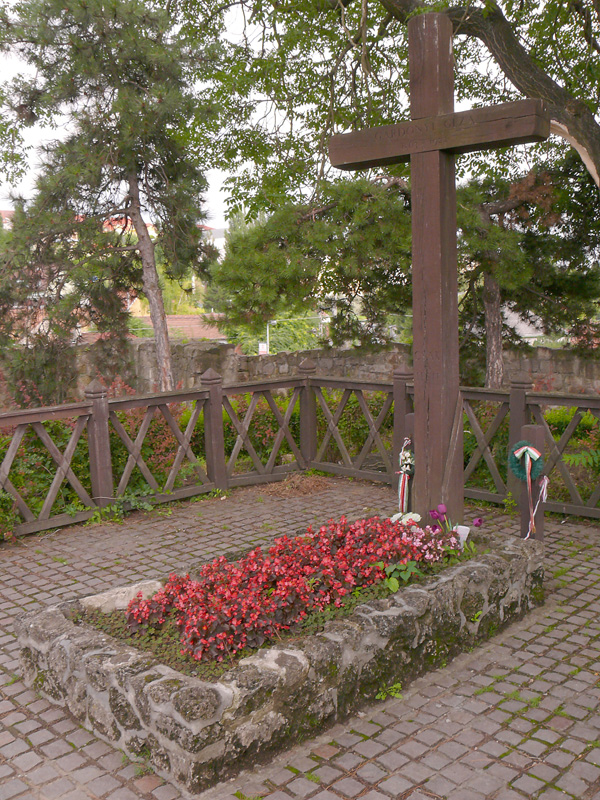
Gárdonyi sírhelye Egerben

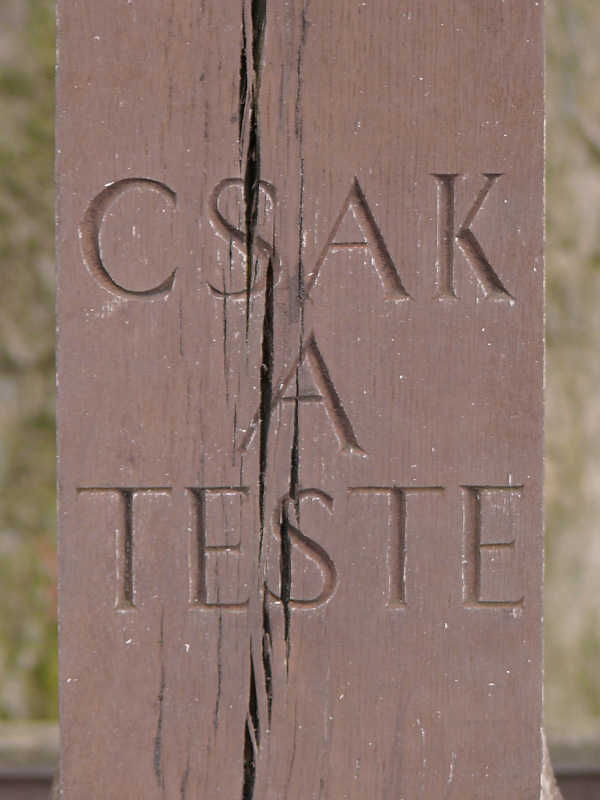
A gerendakeresztre végakarata szerint ezeket a szavakat vésték: „Csak a teste”

Testi-lelki egészségét a megpróbáltatások megkoptatták, állapota leromlott. Bár szív-, máj- és vesebántalmakra egyaránt panaszkodott, s látása is meggyengült, orvosai még közvetlenül halála előtt sem állapítottak meg végzetes kórt nála. Fia beszámolója szerint – a lélekvándorlásban és a spiritizmusban is hívő – Gárdonyi akarta magának a halált. 1922. október 14-e után nem mozdult ágyából, kezébe többé tollat nem vett, s ötvenkilenc esztendősen, október 30-án, egri otthonában elhunyt. Noha végakaratában arról rendelkezett, hogy szűk családi körben helyezzék örök nyugalomra egri háza kertjében, Eger városa ezt méltatlannak érezte volna láthatatlan emberével szemben. November 1-jén bronzkoporsóban fekvő testét alma matere, az egri líceum aulájában ravatalozták fel, s tiszteletére a város mind a huszonhárom templomtornyában megkondították a lélekharangot. Az egyházi szertartást követően – Tordai Ányos egri cisztercita tanár javaslatára – az egri vár Bebek-bástyáján kialakított díszsírhelyen hantolták el, gerendakereszt fejfájára végakarata szerint az azóta legendássá vált szavakat vésték: „Csak a teste”.

### Magánélete
Gárdonyi 1885. október 28-án Győrben lépett házasságra Csányi Máriával, a dabronyi római katolikus plébános, Muraközy József törvénytelen tizenhat éves leányával (az életrajzok az 1960-as évekig a plébános unokahúgaként ismerték a menyasszonyt). Frigyükből négy gyermek született: Sándor (1887–1965), Gizella (1889–1944), József (1891–1948) és Géza (1893–1982). Fiuk, Gárdonyi József beszámolója szerint szülei házassága nem szerelmi házasság volt, kezdettől fogva boldogtalannak ítéltetett, Gárdonyi a gazdag hozományt ígérő szülők unszolására egyezett bele a házasságkötésbe, kitörési lehetőséget látva a nászban. Ifjú felesége azonban már egy hónap elteltével – más férfi karján – elhagyta, majd visszatért az őt visszafogadó férjhez. Ez így ment éveken át úgy, hogy már házasságuk hajnalán elenyésztek a családi szeretet kialakulásának feltételei. A kilenc hónapja nős Gárdonyi ezt írta naplójába: „Ennek a házasságnak vagy válás vagy gyilkosság lesz a vége.” Tény ugyanakkor, hogy házasságuk történetét az apja irányában tagadhatatlanul elfogult fiú, Gárdonyi József életrajzi munkájából ismerjük. Maga Gárdonyi sem szóban, sem írásban nem ejtett szót magánéletének 1885 utáni részleteiről, bár viszontagságos házasságuk egyes motívumait beleszőtte 1903-ban megjelent Az a hatalmas harmadik című regényébe. Egyes életrajzírói szerint maga Gárdonyi sem menthető fel a felelősség alól, személyiségéből kiindulva elképzelhető, hogy túl magas követelményeket állított ifjú arája elé, s a befelé forduló, elmélyült író egyenrangú szellemi-lelki társ helyett csupán egy a kamaszkora végén járó, szórakozni vágyó fiatal leánykát talált az oldalán.

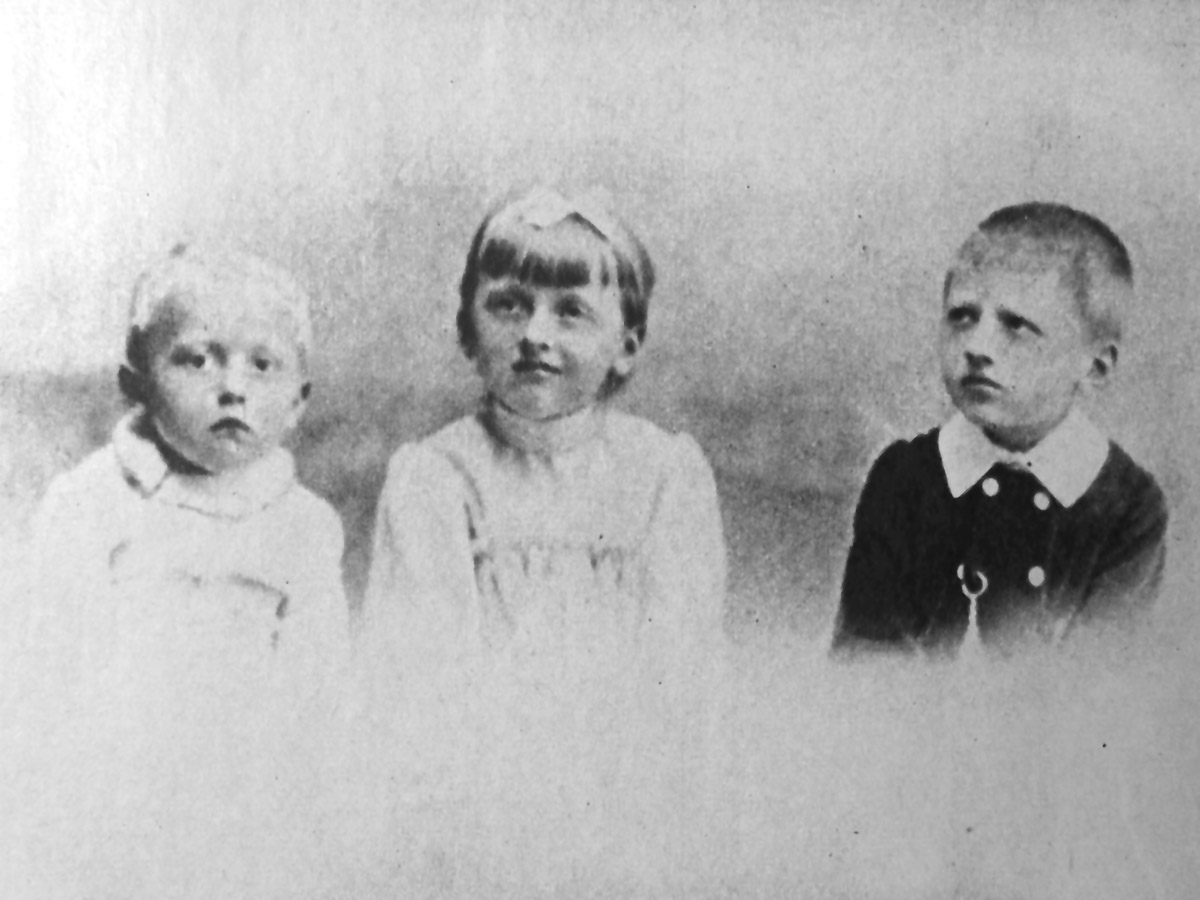
A Gárdonyi gyerekek az 1890-es évek derekán. Balról jobbra: József, Gizella, Sándor

Frigyük végül 1892 júliusában különválással végződött. Tíz hónappal később felesége életet adott egy fiúgyermeknek, akit Gárdonyi a nevére vett, de a későbbiekben nem törődött vele (a legenda ma is tartja magát, hogy a színészi pályát választó ifjabb Gárdonyi Géza nem az író fia volt). A törvény szerint nagyobb gyermekei is Győrben élő feleségénél maradtak, de Gárdonyi rendszeresen, havonta látogatta családját. A válást hivatalosan csak 1907-ben mondták ki, a házasfelek egymással szemben sem anyagi, sem más természetű követeléseket nem támasztottak. Megözvegyült édesanyját már dabronyi kántortanítóként magához vette az író, mikor azonban szegedi újságíró lett, az anya visszaköltözött Szőlősgyörökre. Gárdonyi pesti zsurnalisztaként szívesen töltötte a nyarakat anyja györöki házában. 1896-ban végleg magához vette az idősödő asszonyt, 1897. évi Egerbe költözését követően pedig két idősebb fiát is ő nevelte és taníttatta. Súlyos idegbetegségben szenvedő Gizella leányánál 1908-ban elmebajt állapítottak meg, s 1912-ben apja helyezte el az egri irgalmasok kórházában; a szerencsétlen leány a gyógyintézet falai közt élte le életét. Fiai, Sándor és József később apjuk irodalmi hagyatékának rendezésével és megismertetésével, az egri ház emlékhellyé alakításával tüntették ki magukat.
Rosszul sikerült házassága után, az 1890-es években előbb rövid ideig Feszty Árpád Margit nevű unokahúga és nevelt leánya, az akkor már elhunyt Feszty Adolf édesleánya, majd hat éven keresztül Szarvassy Margit tanítónő iránt táplált gyengéd érzelmeket. Fesztyék visszautasították leánykérését, utóbbi szerelme pedig nem teljesült be, eleinte az író tartózkodó magatartása miatt, majd – miután már Margit hajlott volna a házasságra – Gárdonyi rendezetlen családi állapotára hivatkozva tért ki a leánykérés elől. Egerbe költözése után Gárdonyit közel két évtizeden keresztül fűzte jobbára plátói kapcsolat a férjét és a férje által biztosított egzisztenciát elhagyó Mátékovicsné Tóth Ilonához – ahogy az író nevezte: Milához –, aki a haláláig hű lelki társa és betegágyában gondozója volt. Számára Mila testesítette meg a női eszményt, akinek törékeny alakja és már-már éterien tiszta lelke rendre megjelenik Gárdonyi prózai műveiben (az Isten rabjai Margitja, Ida regénye stb.) és kései verseiben egyaránt.

### Személyisége
Gárdonyi az ellentmondások embere volt, ami egyéniségének és művészetének megítélésére is rányomta bélyegét, és nagyban hozzájárult a személye körüli legendák, félreértések kialakulásához. Pályatársai nagy részétől eltérően az ő esetében nem volt táj, ahol bölcsője ringott, ahol gyökeret eresztett vagy ahova egy életen át kötődött volna, csak életútja derekán talált otthonra Egerben. Vidéki ember volt, nem szenvedhette a nagyváros zaklatott életritmusát, gondolkodását és eszméit mégis a beköszöntő új század nyugtalansága határozta meg. Már családjától ráhagyományozott szellemi öröksége is sokrétű volt: szemléletére erősen hatott apja hazafias, negyvennyolcas politikai radikalizmusa, Habsburg-ellenessége, ugyanakkor anyjától egy letűnt világ romantikáját, nosztalgiáját ismerhette meg. Erre épültek saját életének tapasztalatai, főként néptanítósága során megerősödött szociális érzékenysége és demokratizmusa. Apja családjának puritán evangélikus hagyományai ötvöződtek anyja szigorú katolicizmusával (a szülők közötti egyezség értelmében valamennyi Ziegler gyereket az anya vallására keresztelték), ő maga középiskoláit református tanodákban járta végig. Ennek ellenére az 1890-es években megrögzött materialistaként kérte számon jó barátja, Szabolcska Mihály vallásosságát. Egerbe költözését követően maga is vallásos lett, de hite egészen sajátos elemekből tevődött össze. Hittel vallotta a szeretet és a szabad akarat hatalmát, ugyanakkor azt is, hogy a világ megértéséhez és Isten megtalálásához a természettudományos megismerés vezet (élete egyik legfontosabb olvasmányaként tartotta számon Darwin A fajok eredete című művét). Emellett a buddhizmus, az okkultizmus és a miszticizmus, a teozófia és a spiritizmus egyaránt erősen befolyásolták vallási szemléletét. A személyiségét alakító ellentmondások, ellentétes hatások sora folytatható. Érdeklődése is széles körben mozgott, gondolatvilágára és esztétikai érzékére egyidejűleg akár szélsőséges benyomások is termékenyen hatottak. Egyszerre volt például ihletett olvasója a mizantróp és pesszimista Arthur Schopenhauer gondolatainak, szívesen forgatta a világ és az ember nyomorúságáról valló Dosztojevszkij és Reviczky Gyula írásait, ugyanakkor elkötelezett híve volt a szociális radikalizmusnak és gyermeki rajongással viszonyult Dankó Pista önfeledt és naiv tematikájú magyar nótáihoz.
A kortársak Gárdonyiról papírra vetett vallomásai és visszaemlékezései egy dologban kivétel nélkül megegyeznek: visszahúzódó, befelé forduló embernek írták le. Társaságban is nagyokat és jelentőségteljeseket hallgató embernek ismerték, megnyilatkozásai visszafogottak, már-már szemérmesek voltak. Külső megjelenése összhangban állt magaviselésével: öltözetével keveset törődő, szikár, barna bőrű ember volt, apró fekete szemei alatt mozgékony orr ült, hangja kellemesen érdes. A nyugalmas felszín azonban az ő esetében háborgó lelket takart. Talán összeférhetetlen apjától való örökségeként nem mindig találta meg a közös hangot a mindennapi életben: a túlzásig érzékeny volt, könnyen sértődött meg, összetűzött munkaadóival, szerkesztőivel és a darabjait színpadra állító színigazgatókkal egyaránt. Zsurnalisztaéveiben nevezetes volt egymást váltó párbajairól, ebből kifolyólag 1890-ben Szegeden az állami fogház „vendége” is volt hat héten át. Jellemző epizód: a fáma szerint 1901-ben, a Nemzeti Színház rendezőjével azon különbözött össze, hogy az általa írt darab, A bor szereplői nem jártak bokáig a sárban a színpadon úgy, ahogy ő megírta. Az évek múlásával, emberi és szerelmi csalódásai következtében tépelődő, vergődő lélekként egyre inkább elfordult a külvilág történéseitől, s emberi küzdelmei áthelyeződtek benső világába. Nemcsak emberkerülő lett, de távol állt tőle az érzéki örömök élvezete is, egyedül a pipázásnak hódolt állandó szenvedéllyel. A testi örömöknél nagyobbra tartotta a transzcendentális, már-már vallásos imádatot. Házasságellenes nőgyűlölő hírében állt; beszédes tény, hogy legelső befejezett regényének eredeti címe Nőgyűlölő volt – végül Cyprián címen jelent meg 1888-ban. Az íróval bizalmas baráti viszonyban lévő Feszty Árpádné olyan férfiként vallott róla, akinek „nem volt tehetsége a szerelemhez”, meglett férfiként is olyan félszegen viselkedett a nőkkel, akár egy kisdiák. Ebben a sommás ítéletben is sok a legendateremtő elem, mert bár Gárdonyi lelkét valóban megsebzették szerelmi csalódásai és elfordult a felszínes, a testiségben kimerülő férfi–nő-kapcsolatoktól, élete utolsó szakaszában Mila személyében igazi szerelemre, lelki társra talált.

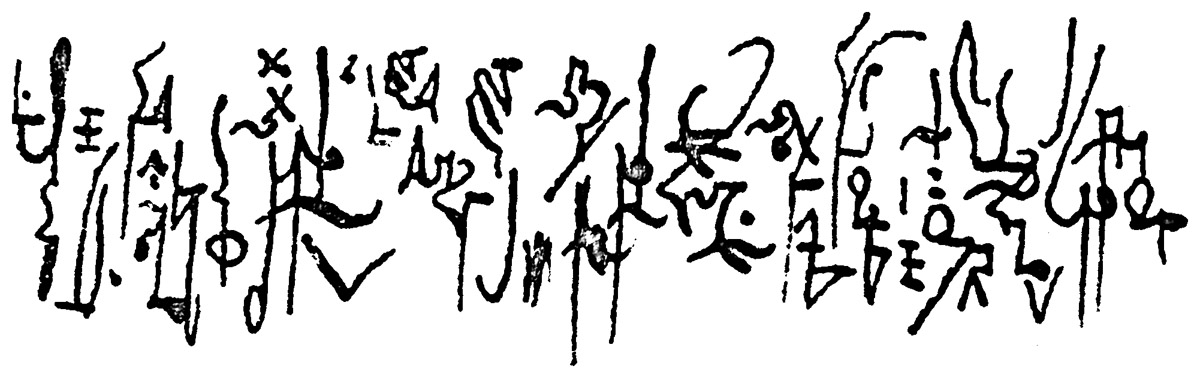
Gárdonyi titkosírása („Gratulálok, ha megfejtened sikerül”)

Gárdonyi személyiségének és mindennapjainak részletei, valamint irodalmi ötletei és ars poeticája rendszeresen vezetett titkosírásos naplójából, feljegyzéseiből és maximáiból – ún. Mesterfüzeteiből – bontakoznak ki emberközelségből. 1906-ban fejlesztette ki meglehetősen bonyolult, kalligrafikus titkosírását – családja tréfás elnevezésével „tibetűit” –, amelyet több sikertelen próbálkozást követően 1969-ben Gilicze Gábor és Gyürk Ottó fejtett meg. A lentről felfelé és jobbról balra haladó írásrendszer pont-, vonal- és körívelemekre, illetve ezek dőlésirány szerinti kombinációjára épülő betűírás.

## Munkássága
Gárdonyi „kövek alatt nőtt fűhöz” hasonlította önmagát, és ezzel nem csupán közéleti elzárkózását, rejtőzködő életvitelét, de irodalmi építkezését és ars poeticájának kialakulását, művészi eszköztárának hosszan tartó érlelődését is illusztrálta. Gárdonyi nem sorolható egyetlen irodalmi körhöz sem, híján volt a kor haladó irodalmárait jellemző nagyvárosi, polgári háttérnek, a művészete korai szakaszára jellemző, gyermekkora élményeiből fakadó – természetesnek vélhető – népi tematikát és hangvételt pedig nem érezte igazán a magáénak. Ahogy Juhász Gyula fogalmazta meg Gárdonyi helyét az irodalmi panteonban: „Ő nem utóda senkinek, és őt nem is igen utánozza senki.” Nyitottsággal fordult a legkülönfélébb irodalmi formák és írói csoportosulások felé. Egyedül a 20. századdal születő új nemzedéktől idegenkedett annak dacára is, hogy az újabb irodalmi irányzatok szellemi vezérei elismeréssel szóltak Gárdonyi századforduló utáni művészetéről, s csábították is volna a Nyugat szerzőgárdájába. Ady Endre például a magyar Dickensnek nevezte, mások a magyar Tolsztojt tisztelték személyében. Irodalmi életműve egyfajta sajátos átmenetet képez a 19. századi romantikus, anekdotikus történetmesélés és a Nyugat-nemzedék szecessziós, naturalista-szimbolista stíluseszménye, a vidéki népies és a városi polgárosult irodalom között. Pályáját és művészetét folyamatos útkeresés, a világ és önmaga reflektív megfigyelése és önképzés jellemezte, emiatt gyakran említik hivatásában is amatőr szerzőként. Személyiségével és szerteágazó érdeklődésével összhangban művészi pályáját is tematikai-formai kalandozás, filozófiai-ideológiai irányváltások jellemezték.

### Újságírói tevékenysége
Gárdonyi írásai az 1880-as évek elejétől jelentek meg vidéki és fővárosi újságokban. Eleinte irodalmi zsengéit küldte el a lapszerkesztőknek, 1885-től azonban átmenetileg hírlapírói tevékenysége bontakozott ki. A győri és dél-alföldi lapok főmunkatársaként főként vezércikkek, napi tárcák és „kis színesek”, rendőrségi és törvényszéki tudósítások, továbbá zenei és színi kritikák írásával foglalkozott, de ismeretterjesztő újságíróként is széles érdeklődési körről tett tanúbizonyságot. Cikkezett politikai, társadalmi és tanügyi témákban, jelentek meg gazdasági írásai (selyemhernyó-tenyésztés), sakkjátszma- és képelemzései is, több társadalmi röpiratot adott ki különböző álneveken (Egy katholikus, dr. Tamásffy). Immár jelentős, befutott szépíróként sem hanyagolta el az újságírást, továbbra is munkatársa, illetve alkalmi szerzője volt a legkülönfélébb folyóiratoknak. Mindvégig kiállt ama elgondolása mellett, hogy a hírlapíró egyik legfontosabb feladata a felvilágosítás, az elmaradottabb és könyvhöz nem jutó néprétegek betűhöz szoktatása, az olvasás megszerettetésén keresztül a közízlés és a közfelfogás kimozdítása a provincializmusból. Újságírói, közírói tevékenységével ezért küzdött, ostorozva korának fonákságait. Fontosnak tartotta magyarságát, de közírói munkásságát demokratizmusa is áthatotta: távol állt tőle a nacionalizmus, elvetette a magyar kultúrfölény teóriáját, a hamis nemzetmítoszt, s mindenkor a nehéz helyzetben lévőkért emelte fel a hangját, figyelmeztetve a társadalom peremén élők és a nemzetiségi vidékek elmaradott közművelődési viszonyaira. Emellett részben újságírói tevékenysége, a cikkeiért és tárcáiért, Göre-leveleiért és Az Én Újságom számára írt gyermekmeséiért kapott jövedelem biztosította számára a novella-, regény- és drámaíráshoz szükséges alkotói szabadságot.
Sajátos epizódot képvisel munkásságában a Tanítóbarát és a Néptanítók Naptára 1886–1888 közötti szerkesztése: eme kísérletei a tanítói pályához való utolsó kapaszkodókat jelentették életében. Lapjában komoly hangon szólt komoly dolgokról, az oktatásügyet érintő kritikai észrevételei, radikális javaslatai azonban nem találtak célba a néptanítók körében. Később – olvasói kegyét keresendő – egyre több népies humoreszkkel, tréfás anekdotával töltötte meg a lapok hasábjait, s végül a megszűnésre ítélt Tanítóbarát alig valamiben különbözött a kor más élclapjaitól. Ugyanakkor e tanügyi folyóirat hasábjain érezte meg tollában Gárdonyi azt a népies humort és formavilágot, amely szépírói tehetségének utat nyitott. A politikai, kulturális és bűnügyi tudósítások, riportok, kritikák megírása mellett ezt követően egyre több karcolatot, anekdotikus tárcát és elbeszélést helyezett el lapjainál, de figyelemre méltó szépírói tehetsége csak az 1890-es években bontakozott ki.

### Prózája
Korai kisprózái • Első irodalmi értékű prózai munkája az 1890-ben Szegeden, saját költségén megjelentetett, Figurák című elbeszéléskötete volt, amelyet a nagy szegedi zsurnalisztaelőd, Mikszáth Kálmán látott el bevezetővel. A részint derűs, szellemes történetek, részint gyilkos humorral megírt karcolatok a nagynevű ajánló dacára sem keltettek feltűnést. Ugyancsak szegedi időszakában adta nyomdába – Mummery Róbert álnév alatt – néhány ponyvaízű, szatirikus kalandregényét, amelyek közül az Afrika-felfedező Henry Morton Stanley paródiáját (A legfeketébb Afrikában) a szegedi Csillag börtön ideiglenes – párbajvétségért elítélt – lakójaként írta meg. Budapestre kerülése után, 1892. június 6-án a Magyar Hírlap hasábjain született meg Gárdonyi tollából Göre Gábor, a látszólag korlátolt, de minden iránt érdeklődő és kíváncsi lepéndi bíró első olvasói levele. A vaskosan népies nyelvezetű, ironikus hangvételű, karikatúraszerű beszámolót a lap olvasói tetszéssel fogadták, s ezt követően Göre Gábor ki sem maradhatott a redakcióból. A Magyar Hírlap oldalain hétről hétre helyük volt a később tíz kötetet megtöltő Göre-leveleknek, amelyekben Gárdonyi „Göre Gábor bíró uram” szemüvegén keresztül láttatta a vidéki életet és a nagyvilág történéseit. Írói pályája későbbi szakaszában szégyenérzettel tekintett vissza a paraszti világból és szemléletből akaratán kívül is gúnyt űző történetekre. A nagyközönség szintén kedvezően fogadta Parlamentünk jeles figurái címen, Nemeskéry Sándor álnéven megjelent 1894-es politikai karcolatgyűjteményét, szatirikus politikai arcképcsarnokát, amelynek szabadelvű gondolatisága, ironikus hangvétele és anekdotikus találékonysága Mikszáth hatását tükrözte. Ezek voltak tehát az első prózai kalandozások; szépirodalmi útkeresése ezt követően vált egyre határozottabbá, és ezek az esztendők hozták el a sikert és a népszerűséget is a harmincas évei elején járó írónak. 1894-ben jelent meg a Nemzeti Iskola lapjain folytatásokban A lámpás című kisregénye, amelyben egy néptanító vívódásait és küzdelmeit dolgozta fel (a következő évben kötetben is kiadták), majd 1895-ben a népszerű Pöhölyék-ciklus népies elbeszélésfüzére. Népies prózaírói munkásságának folytatásaként, s egyúttal lezárásaként 1898-ban adta ki Az én falum – 1895 óta írt – népi zsánertörténeteit és rövid elbeszéléseit, amelyekben vándorlással telt gyermekkora és nélkülözésekkel terhes néptanítósága élményeit dolgozta fel. Nevét ezek a naiv romantikájú, a tiszta paraszti erkölcsöt idealizáló, keserédesen lírai elbeszélések tették elismertté az irodalmi körökben. Gárdonyinak eztán megbecsült helye volt az asztaltársaságokban, befutott írónak számított.
Az 1890-es évek olvasóközönsége és írástudói Mikszáth Kálmán irodalmi utódját látták Gárdonyiban, amit csak erősített Mikszáthnak a Figurák című kötethez írott 1890-es előszava, illetve hogy Az én falumat a nagy palóc mesemondónak ajánlotta a szerző. Kellő irodalomtörténeti távlatból szemlélve az is megállapítható, hogy bár Gárdonyi valóban idealizálta, alkalmasint kedvezően hamis színben tüntette fel a paraszti világot, jóízű humorával és idillikus, anekdotikus történeteivel – ízig-vérig „vidéki” íróként – ráirányította a figyelmet a falu életére és alakjaira, a vidéki élet rezdüléseire. Letisztult, minden modorosság híján levő nyelvezete erősítette kisprózájának népies jellegét: rövid, egyszerű mondatokból építkezve szőtte erőteljes ritmusú elbeszéléseit. Ezen novellái némelyikében használta először tudatosan az első szám első személyes formát, eleven, vallomásszerű monológokká formálva történeteit; ezzel a megoldással aztán később regényei megírásakor is élt (pl. A láthatatlan ember, Szunyoghy miatyánkja). Két fiatalabb pályatársa, Tömörkény István és Móra Ferenc mellett korai, népies műveivel nagy szerepet játszott a később Móricz Zsigmond színre lépésével megjelenő és az 1930-as–1940-es években kiteljesedő, társadalomkritikai élű népi irodalom előkészítésében.
Történelmi regényei • Gárdonyi írói életműve szempontjából az 1897 utáni egri évek bizonyultak a legtermékenyebbnek. Már Az én falum elbeszéléseiben is realista leírásra, ugyanakkor lírai mesemondásra törekedett: az aprólékosan kidolgozott háttér egy-egy személyes probléma, emberi sors díszletéül szolgált csupán. A történeti hűség és a lírai mondandó kettős igénye nyomán bontakozott ki prózaírói munkásságának legjelentősebb vonulata és legmaradandóbb alkotásai: történelmi regényei. 1899 végén a Pesti Hírlap kezdte folytatásokban közölni Az egri csillagokat (1905 óta Egri csillagok cím alatt jelenik meg), amely a magyar irodalmi panteonban biztosította Gárdonyi számára azt a helyet, amely ma is megilleti. A maga korában is elnyerte az olvasóközönség és a pályatársak tetszését, a Magyar Tudományos Akadémia pedig 1902-ben Péczely-díjjal jutalmazta a regényt. A mű egyfelől a nemzeti önfeláldozás, a hazafiasság hőskölteménye a török uralom alá kerülő 16. századi Magyarország kulisszájával, ugyanakkor egy idillikus költői eszközökkel ábrázolt szerelem – Bornemissza Gergely és Cecey Éva – sorsát is végigkövetheti benne az olvasó. Ahogy naplójából és feljegyzéseiből kiderül: a századforduló önáltató és hamis magyarságkultuszával szemben a történelemismereten és demokratizmuson alapuló nemzetképet kívánta megfogalmazni művében. További történelmi regényeinek hősei – a szerző életérzéséből merítve – a csöndes szenvedés és az egész életet végigkísérő magányosság hősei, Gárdonyi eme műveiben a századforduló eszmeiségét behálózó gondolatok jelképteremtő módon érvényesülnek. A Láthatatlan ember (1901, 1975 óta A láthatatlan ember címen jelenik meg) című műve a hun Attila udvarában játszódik, kerettörténetéül a görög rabszolgának, Zétának az előkelő hun leány, Emőke iránt táplált szerelme szolgál. Irodalomtörténetünk a magyar szecessziós népiesség egyik fő műveként tartja számon. Az egyes szám első személyben megírt énregény élményszerű, lírai önvallomás, amely a szerzőt foglalkoztató misztikus témák, a halál, az álom, a hatalom, a magány stb. szimbólumsorára fűződik fel. Gárdonyi voltaképpen ugyanazt az idill utáni sóvárgást idézi fel A láthatatlan emberben, amely már megjelent Az én falumban is, csak éppen szereplőit történelmi környezetben helyezi el. E párhuzam felismerése késztette a 20. század nagy irodalomtörténészét, Schöpflin Aladárt arra a megállapításra, hogy Gárdonyi az egyszerű falusi emberek és a rég letűnt korok világában is egyetemes emberi problémákra, érzésekre koncentrál. Másik jelentős műve, a középkori Magyarországon játszódó, Árpád-házi Szent Margit sorsát felelevenítő Isten rabjai (1908) történetében az egyszerre valóságos és metaforikus rabság értelmezése szorosan egybefűződik az egyidejűleg földi és transzcendentális szerelem szimbolikájával, Margit alakjában az erkölcsi tökéletességet rajzolta meg. Olyan kérdéseket is feszegetett ebben a művében Gárdonyi, mint a keresztény dogmatika és a lélekvándorlás viszonya, vagy éppen a szabadság és a rabság paradox azonossága. Egyházi körökben eleinte rosszallóan fogadták, keresztényietlennek tartották az Isten rabjait, és a mű irodalmi értékeit vitatva a kritikusok is fanyalogtak. Az olvasóközönség azonban megszerette a könyvet, s a 20. század első felében – főként Sík Sándor értelmezése nyomán – már az irodalmi kánonba is úgy vonult be a regény, mint a korábban vallástalan Gárdonyi katolikus íróvá válásának mérföldköve. A későbbiekben sokban módosult a mű irodalomtörténeti helyének értékelése, s többnyire legenda és történelem összefonódásából fogant, lírai tónusú, romantikus történelmi regényként tartják számon.
Tézisregényei • Ugyancsak az 1900-as évektől jelentkezett társadalmi regényeivel, amelyek ugyanakkor a századelő lélektani regényirodalmának is úttörő darabjai voltak. Lírai nyelvezete hangulatos olvasmánnyá teszi olyan műveit, mint például az 1905-ben folytatásokban megjelent Ábel és Eszter, amelyet maga Gárdonyi „az epedés végtelen énekének” titulált. Ugyanebben az évben adták ki Az öreg tekintetes című munkáját, amelyben a magyar műveltség szárba szökkenését elősegítő és a polgári nemzetet megteremtő, a történelem színpadáról levonulni kényszerülő nemesi középosztálynak állított egyszerre elégikus és ironikus irodalmi emlékművet, amelyben Gárdonyinak a „visszájára fordult világ”-ról alkotott elképzelései is megjelennek. Egyes irodalomtörténészek ezt a regényt tartják legjobban megszerkesztett, letisztult tudatosságról való alkotásának. 1912–1913-ban írt, de könyvformában csak halála után megjelent, Te, Berkenye! című regényében a letűnő 19. századi feudalista és az új típusú 20. századi kapitalista világeszmény összecsapását jeleníti meg egy össze nem illő emberpár élettörténetén keresztül. Az első világháborús pusztítás és az annak terheit viselő egyszerű nép sorsa felett érzett aggodalom ihlette naturalista háborúellenes kisregényeit, amelyekben visszanyúlt a vidéki életérzés idillikus ábrázolásához, ám ezúttal a háború dúlta könyörtelen világgal állította szembe az egyszerű emberek életét (A kapitány, 1914; A kürt, 1915; Aggyisten, Biri!, 1915–1916). 1916-ban jelent meg prózaírói munkásságának egyik jelentős darabja, a tézisregényként számon tartott, 1913-ban írt Szunyoghy miatyánkja, amely művével a főszereplő jellemvonásainak, sorsának lélektani és társadalmi ábrázolása terén korábban nem látott gazdagságra és hitelességre jutott el. Utolsó nagy munkája az 1918–1920 között írt Ida regénye volt, amelyben Gárdonyi egy apácának szánt, de szerelemről ábrándozó leány kiszolgáltatottságát, lázadását, majd végül a kényszerű látszatházasságban megtalált boldogságát írja le romantikus fordulatokban bővelkedő formában.
Kései kisprózái • Noha elsősorban nagyprózai művei – történeti és társadalmi-lélektani regényei – hozták el számára a sikert, Gárdonyi elsősorban mindvégig novellista volt. Regényeinek és színműveinek legtöbbje előbb novellaként vagy elbeszélésként született meg, Gárdonyi ezt a tartalmi magot fejtette tovább, de míg dramaturgiai készsége, helyzet- és feszültségteremtő ereje elbeszéléseiben érvényesült, regényeit lazán összefűzött szerkezeti elemek, a megkomponáltság részleges hiánya és a meseszövés romantikus csapongása jellemzi. Az Egri csillagok szövegével soha nem volt elégedett, az 1913-as kiadásig minden egyes megjelenés előtt újra és újra átírta, átstilizálta a regényt. A munkássága utolsó évtizedében írott nagyprózái már kiérleltebb, letisztultabb képet mutatnak, szerkezetileg egységesebbek és lélektanilag is elmélyültebbek. Az irodalomtörténeti és -esztétikai elemzések azonban egyaránt a kisprózában jelölik meg azt a műfajt, amelyben Gárdonyi maradéktalanul kibontakoztathatta írói tehetségét. Csakhogy míg a századforduló környékén született, Az én falum ciklusába tartozó novellákból sugárzott az idill, későbbi elbeszéléseiben ennek helyét a forrongó, ellentmondásoktól terhes világ vette át. Társadalmi problémákkal szembesülő alakjait nyugtalanság, a sorsuk elleni lázadás fűti, de kiszolgáltatottságuk és tehetetlenségük megpecsételi sorsukat, az egyetlen járható út az élet nyomorúságának elfogadása. E kései novelláiban reagált a legérzékenyebben kora társadalmának olyan problémáira, mint például a széleskörű szegénység, az Amerikába való tömeges kivándorlás és a világháború nyomában járó testi-lelki nyomorúság. A Hosszúhajú veszedelemben (1912) a magára maradt, társat kereső ember félelmei és vágyódásai fogalmazódnak meg parabolaszerűen. A Messze van odáig (1913) történeteiben az egyszerű ember hazaszeretetével szembeállítva a külsőségekben és frázisokban megnyilvánuló, álságos honfiúi hévről rántja le a leplet. Megrázó háborúellenes történeteiben a humanizmust sárba tipró öncélú kegyetlenséggel vet számot, főt hajtva a háború terheit viselő egyszerű emberek előtt (Krisztus bankója, 1914–1915).
Realizmus és szentimentalizmus határán • Gárdonyi novelláiban és regényeiben egyaránt törekedett a realista ábrázolásra, a történeti hűségre, de őrizkedett a hosszadalmas és túlzottan részletező leírásoktól, seregszemléktől. Történelmi regényei megírásakor mélyreható kutatásokat végzett, tüzetesen megismerkedett az elsődleges forrásokkal és a legfontosabb szakirodalommal, levéltárakban kutatott és terepszemlét végzett a történetei hátteréül szolgáló helyszíneken. Forrásait kritikával kezelte, s kutatásai során több kisebb jelentőségű felfedezést is tett. Ő tisztázta egyebek mellett levéltári források alapján az egri várvédő Mekcsey István nevének írásmódját; rámutatott Priszkosz rétornak a hun fejedelem, Attila udvaráról írott beszámolójában, illetve Iordanesnek a catalaunumi csatáról írt krónikájában fellelhető ellentmondásokra; forrásismeretére támaszkodva megmutatta az ásatásokat felügyelő Lux Kálmánnak, hol fogja megtalálni a Margit-szigeti domonkos apácakolostor kútját; stb. A részletek aprólékos valósághűsége azonban csupán a környezet leírására terjedt ki, szereplőinek jellemábrázolását szentimentális elnagyoltság jellemzi. Hőseit élő emberekről mintázta ugyan – külön füzetet vezetett ismerőseiről és legjellemzőbb alapvonásaikról –, ábrázolásuk mégis gyakran egyoldalúra és sommásra sikeredett. Legismertebb műve, az Egri csillagok valamennyi alakja – az árulóvá lett Hegedűs hadnagy kivételével – statikus, jellemük nem fejlődik a regény során, az olvasót nem érheti meglepetés a szereplők érzéseit, cselekedeteit és viszonyulásait illetően. Jellemző Gárdonyira élet- és társadalomszemlélete: szentimentálisan szemet huny az élet és az emberi lélek rútságai felett, hajlamos elfordítani tekintetét a nyers életérzésekről és a húsba vágóan kellemetlen élményekről, hogy ehelyett egy nyugalmasabb eszményvilágba nyújtson betekintést. Műveit pozitív hősök népesítik be, de legalábbis emberi sorsok együttérző, lírai ábrázolásai, ennek következményeként gyakran didaktikus színezetűek. Későbbi regényeinek társadalmi élét ugyancsak csökkentette Gárdonyi idegenkedése és tudatos elhatárolódása a naturalizmus írói kellékeitől. A szereplők társadalmi súrlódásai, a testi-lelki nyomorúságuk hátterében álló monoton, beszűkült életforma ábrázolása szegényes, hőseinek érzelmi magányosságát, lelki vívódásait pusztán önnön gondolataik illusztrálják, az események alakulására alig van befolyásuk. A naturalista eszközöktől való szemérmes távolságtartás további következményeként műveire egyáltalán nem jellemző az esetenként a hitelességet erősítő durva beszédmód (már az 1890-es évek Göre-történeteiben is szemérmes „ö. m. a. f.” rövidítéssel váltotta ki az ártatlan „ögye mög a fene” kiszólást). Juhász Gyula egyenesen a magyar irodalom „legkevésbé erotikus jelenségének” tartotta Gárdonyit, akinek szívéhez közelebb állt a pipázás, mint a szerelem; férfi és nő kapcsolatából csupán az éteri vágykép utáni, mindent elsöprő boldogtalan sóvárgás ihlette meg írói képzeletét. Talán e tekintetben ragadható meg a főbb stíluskorszakain – novelláin, történelmi nagyprózáin és tézisregényein – átívelő, illetve azokat összekötő közös jelleg: az emberi lélek rezdülésein és az élet értelmén filozófusi kedvvel töprengő és szemlélődő, az eszményvilágot kereső Gárdonyi Géza egyénisége és lírai művészete.
Nyelvezete • Gárdonyi nagy jelentőséget tulajdonított a nyelv stiláris szerepének, hivatásának tekintette a magyar nyelv művelését és formálását, hagyatékában több száz oldalasra rúgnak az általa írt nyelvészeti jegyzetek. Műveiben szinte már megszállottan kerülte a nemzetközi szavak használatát és az idegen neveket is fonetikusan írta le (Aëtius helyett Aéciusz, Troyes helyett Troá stb.). Gárdonyi egyik legjellemzőbb írói védjegye nyelvezete, illetve annak sajátos kettőssége. Bár szóhasználata lakonikus, a keresetlenségig letisztult és puritán, műveit mégis egyedi kifejező- és ábrázolóerő, gyors ütemű balladai tömörség jellemzi. A természetből vett hasonlatok egyéni alkalmazásával (medveként alvó lélek, malacszínszőke leány, bodzabél kisasszony stb.) pár vonással is találó szóképeket alkotott, képes volt bonyolultabb összefüggéseket és gondolatokat is hiánytalanul megragadni egyszerű mondatok segítségével. Magyaros nyelvezetét és az abban tükröződő észjárást elsősorban ízes somogyi nyelvjárást beszélő édesanyjának köszönhette. Ugyanakkor nem tájnyelven írt, írásban is erőltetve a népnyelv hangtani sajátosságait – ahogy később Móricz vagy ő maga a Göre-levelekben –, hanem a magyar nyelvterület tájnyelvi sajátosságaiból egyfajta népies színezetű desztillátumot, sajátos gondolat- és mondatfűzést alakított ki.

### Költészete és műfordításai
Gárdonyi ízig-vérig novellista volt, s az évek során kiforrott nagyprózai készségei is a legkiválóbbak közé emelték, ennek ellenére mindvégig a költészetet tartotta az irodalmi műfajok királynéjának. Noha kortársai közül többen magasztalták költői tehetségét – egyebek mellett Kiss József, Kosztolányi Dezső és Füst Milán is –, lírája esztétikai jelentőségében elmarad prózai munkáitól. Élete során mindössze két verseskötete jelent meg (Április, 1894; Fűzfalevél, nyárfalevél…, 1904), majd halála után korábban kiadatlan költeményei is nyomdába kerültek (December, 1929). Hangulatos életképek, szentimentális, csendes elégiák ezek a költemények, amelyek sorai mögött éppúgy kitapintható a szerző érzékenysége és nyugtalansága, mint prózai műveiből. Gárdonyi a pillanat szülte és a következő pillanattal elhaló érzelmekre, indulatokra koncentrál verseiben, filozofikus, töprengő alkata nem mutatkozik meg bennük. A ritmus és a rímek kimódolásával keveset törődött, verseit nem csiszolgatta, az impresszionizmussal rokonságot mutató líráját letisztult nyelvezet, keresetlen egyszerűség jellemzi. Költői képeiben és formai eszköztárában jól megragadható a népköltészet, a népdalok hatása. A magyar költészetben elsőként kezdte a mondatközi verssorokat kisbetűvel, ezzel is lírája prózai köznapiságát hangsúlyozva. Költői munkásságában sajátos helyet foglal el 1896-ban írt szatirikus verses legendája, az Ygazság a földön, amelyben a társadalom peremére vetődöttek, a nyomorúságban tengődők iránti együttérzésének hangot adva támadta a részvétlen és igazságtalan országvezetést, valamint az egyházakat. Szívesen alkotott könnyedebb műfajokban is, a korban közkedvelt műdalai („Jaj, de fehér a liliom…”, „Feljöttek már a csillagok…”, Annuska lelkem…”, „Aszondom jónapot…”, 1892–1894) mellett sokáig népszerű volt a Tömörkény István sorkatonai bevonulására írt, Dankó Pista által megzenésített, népies hangvételű Bakalevél című költeménye (1888, kiadva 1896-ban). Eredeti versei többek között Haják Károly megzenésítésében is ismertek.
Az 1880-as évektől foglalkozott szépirodalmi alkotások magyarra ültetésével, de nem hivatásszerűen, hanem folyamatos önképzéséhez, nyelvtanulásaihoz kötődő tevékenységként. Angoltanulása idején fordította le Shakespeare Julius Caesar című drámáját, francia nyelvi tanulmányaival párhuzamosan magyarította Victor Hugo La légende des siècles (’A századok legendája’) című versfüzérét. 1896-ban kedvtelésül – éppen olaszul tanult – lefordította Dante Alighieri Isteni színjátékának a pokolban játszódó énekeit. Ez utóbbi műfordítói teljesítményéről később Babits Mihály is elismerően szólt, noha Gárdonyi a mű nehezebben átültethető részeit lerövidítette vagy éppen kihagyta.

### Színpadi művei
Gárdonyi irodalmi kalandozásai során a drámairodalomba is belekóstolt, azonban e téren sem könyvelhetett el olyan zajos sikert, mint prózai munkáival. A századfordulón irodalmi körökben elharapódzó színműírási láz elől ő sem tért ki, ekkor született darabjai azonban nem voltak minden előzmény nélkül valók. 1888-ban Győrben mutatták be Divatgróf című bohózatát, 1890-ben pedig Árgyrus királyfi címen írt dalszínművet, amellyel elnyerte a Műbarátok Körének pályadíját. 1893-ban Szegeden adták elő egyfelvonásos operettjét A paradicsom címen, az előadás azonban megbukott. Népies irodalmi korszakához tartozik egyetlen igazán jelentős színpadi műve, a közönség szeretetét és az irodalmi körök elismerését egyaránt kivívó, 1901. március 29-én a fővárosi Nemzeti Színházban bemutatott darabja, A bor. Az én falum egyik novellájából dramatizált műben szeretettel és humorral megírt, jellemző karakterekkel festett színpadi zsánerképet a magyar vidék emberéről. A kritika és a színházi világ a magyar népszínmű megújítóját, a modern népdráma megteremtőjét látta A bor szerzőjében. Gárdonyi darabjában valóban nem adott teret a 19. század végi népszínművek álromantikájának, modorosságának és sablonosságának, az együgyű helyzetkomikumoknak, ehelyett a parasztság reális bemutatására és a lélekábrázolásra helyezte a hangsúlyt. Az elsők között mutatta meg a színházszerető közönségnek, hogy a magyar paraszt nem megmosolyogtató egzotikum, hanem érző és gondolkodó lény. Ahogy történelmi regényeiben alkuvást nem ismerő hitelességgel vázolta fel történetei hátterét, úgy színműíróként is kínos precizitással ügyelt díszletezési és dramaturgiai utasításai betartatására. A bor sikernek bizonyult, egy év alatt ötvenszer tűzte műsorára a Nemzeti, az ország több színpadán előadták, s a 20. század első évtizedeiben németre, horvátra, finnre és szerbre is lefordították. Sikerén felbuzdulva Gárdonyi az 1900-as években több további színművet írt (Karácsonyi álom, 1902; Annuska, 1902; Fehér Anna, 1906; Fekete nap, 1906; Falusi verebek, 1909; stb.). Ezek azonban sem irodalmi értéküket, sem sikerüket tekintve nem értek A bor nyomába, egyedül a Falusi verebek ért meg ötven előadást a Nemzeti színpadán. Kispéter András irodalomtörténész értékelése szerint némi szentimentalizmusba csomagolt, élét vesztett társadalmi mondandó, illetve a drámai helyzetek következetlen kifejtése és kiaknázatlanul hagyása jellemzik Gárdonyi 1901 utáni színműveit, amelyek ritkán mutatnak többet népies zsánerképeknél.

### Társasági tagságai és elismerései

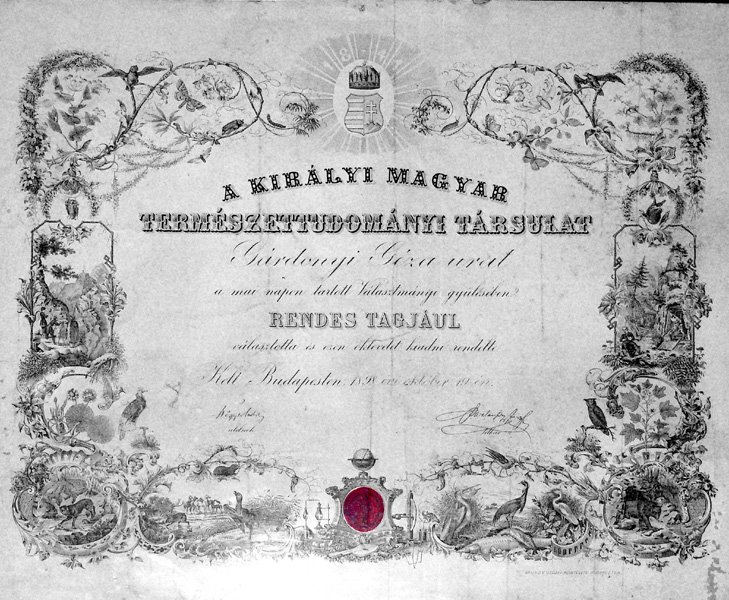
A Királyi Magyar Természettudományi Társulat oklevele Gárdonyi rendes tagságáról (1898)
(Az egri Gárdonyi Géza Emlékmúzeum tulajdona)

Visszavonultsága és az irodalmi köröktől való elzárkózása ellenére Gárdonyi több művelődési, irodalmi és tudományos társaság munkájában részt vett „egri remetesége” időszakában is. 1898-tól tagja volt a Petőfi Társaságnak és a Királyi Magyar Természettudományi Társulatnak. 1902-ben másodmagával jelölték a Kisfaludy Társaság tagjává, de végül alulmaradt a filológus, műfordító Fiók Károllyal szemben. A következő évben, 1903-ban újra jelölték és ezúttal megválasztották – ekkor azonban már Gárdonyi utasította vissza a tagságot, s távollétében avatták taggá. 1910. április 28-án a Magyar Tudományos Akadémia levelező, 1920. május 5-én tiszteleti tagjává választották, akadémiai székfoglalójául Shakespeare költözése című jelenetét olvasta fel 1912. május 5-én. 1918-ban tudtán kívül megválasztották a Vörösmarty Akadémia tagjának, Gárdonyi előbb tiltakozólevélben utasította vissza a nem kért megtiszteltetést, de Móricz Zsigmond kérésének engedve végül elfogadta a tagságot. 1919. október 6-án az ellenforradalmi szellemiségű Magyar Írók Nemzeti Szövetségének díszelnökévé választották.
Dante-fordítását már életében elismerték külföldön is, amikor a Milánói Tudományos és Irodalmi Akadémia 1896-ban meghívta tiszteleti tagjai sorába.
Gárdonyi munkásságának sajátos nemzetközi elismerése volt 1900-ban, amikor egy bizonyos Marcellin Grivot de Grandcourt elbeszélésével elnyerte a párizsi Journal folyóirat ezerfrankos nemzetközi pályázatát. Csakhamar szemfüles pesti írók észrevették, hogy a pályanyertes mű nem más, mint Gárdonyi 1894-ben Mari néni, meg a Pista bácsi címen írt novellájának plágiuma – csak épp az Atilla utca helyett a rue des Fleurs-ben játszódik. A hír nagy botrányt kavart, s Gárdonyi – jogvesztését kárpótlandó – kisebb francia kormánykitüntetést kapott.

### Főbb művei
Gárdonyi Géza műveinek felsorolásában az első kiadások címei és megjelenési adatai szerepelnek, az Országos Széchényi Könyvtár kézi és online katalógusa alapján.
Gyűjteményes kiadásai
- Gárdonyi Géza munkái I–XX. Budapest. 1913.
- Gárdonyi Géza munkái I–LX. Budapest: Dante. 1924–1938.
- Gárdonyi Géza összegyűjtött munkái I–XI. Budapest: Szépirodalmi. 1962–1966.

Regényei
- Cyprián. Győr: Gaar. 1888. e-könyv
- A báró lelke. Budapest: Könyves Kálmán Rt. 1893. e-könyv
- A világjáró angol: Kalandos regény. Budapest: Rozsnyai. 1894. e-könyv
- A lámpás. Budapest: Rozsnyai. 1895. e-könyv
- A kékszemű Dávidkáné. Budapest: Singer és Wolfner. 1899. e-könyv
- Az egri csillagok: Bornemissza Gergely élete I–II. Budapest: Légrády. 1901. e-könyv
- Láthatatlan ember. Budapest: Singer és Wolfner. 1902. e-könyv
- Az a hatalmas harmadik. Budapest: Singer és Wolfner. 1903. e-könyv
- Az öreg tekintetes. Budapest: Singer és Wolfner. 1905. e-könyv
- Dávidkáné: Regény. 2. kiad. Budapest: Singer és Wolfner. 1907. = Egyetemes Regénytár.
- Ábel és Eszter. Budapest: Singer és Wolfner. 1907. e-könyv
- Átkozott józanság! Budapest: Singer és Wolfner. 1907. e-könyv
- Isten rabjai. Budapest: Singer és Wolfner. 1908. e-könyv
- Szunyoghy miatyánkja. Budapest: Singer és Wolfner. 1916. e-könyv
- Ki-ki a párjával. Budapest: Légrády. 1923. e-könyv
- Ida regénye. Budapest: Dante. 1924. e-könyv
- A kürt. Budapest: Dante. 1924. e-könyv
- Aggyisten, Biri! Budapest: Dante. 1925. e-könyv
- Leánynézőben. Budapest: Dick. 1925.
- Vallomás. Budapest: Dante. 1926. e-könyv
- Zivatar pékéknél. Budapest: Dante. 1926. e-könyv
- A kapitány. Budapest: Dante. 1926. e-könyv
- Te, Berkenye! Budapest: Dante. 1928. e-könyv
- Bibi. Budapest: Dante. 1929. e-könyv
- Julcsa kútja – Leánynézőben: Két regényke. Budapest: Dante. 1929. e-könyv
- Az arany srapnel. Budapest: Dante. 1943.
- Angyalokkal atyafiságban. Regény. Cleveland: Katolikus Magyarok Vasárnapja. [195?] = Magyar Könyvtár.

Elbeszélései, novellái, anekdotái, karcolatai
- Szerelmes történetek. Budapest: Aigner. 1886.
- Száz novella I–II. Győr: szerző. 1886.
- A szépség titkai. Budapest. 1886. (Yang A. dr. álnéven)
- Figurák: Furcsa emberekről furcsa históriák. Budapest: Singer és Wolfner. 1890. (Mikszáth Kálmán előszavával)
- Parlamentünk jeles figurái. Budapest: Rozsnyai. 1894. (Nemeskéry Sándor álnéven)
- Novellák I–II. Budapest: Magyar ny. 1894.
- Tárczák. Budapest: Magyar ny. 1894.
- A házassági ajánlat: Monológ. Budapest: Rozsnyai. 1894.
- A nyugat-európai ember. Monológ. Budapest: Rozsnyai. 1895. = Rozsnyai Károly Monológ-könyvtára.
- A Pöhölyék életéből. Budapest: Singer és Wolfner. 1895.
- Tarka-barka történetek. Budapest: Singer és Wolfner. 1895.
- Göre Gábor álnéven írt sorozata:
  - Göre Gábor bíró úr könyve: Mindönféle levelei, kalandozásai az Katufrék sógorral, Durbints sógorral és az Maros kutyával. Versök is vagynak az könyvbe. Budapest: Magyar ny. 1895.
  - Göre Gábor bíró úr könyve: Mindönféle levelei, kalandozásai és tapasztalattyai az Katufrék sógórral, Durbints sógorral mög az Maros kutyával. Versök is vagynak az könyvbe. Új darabokkal mögszaporított kieresztés. Budapest: Singer és Wolfner. 1896.
  - Göre Martsa lakodalma: Más esetök is vagynak az könyvbe. Budapest: Singer és Wolfner. 1897.
  - Göre Gábor juhásznótája. Budapest. 1898.
  - Durbints sógor. Budapest: Singer és Wolfner. 1899.
  - A pesti úr. Budapest: Singer és Wolfner. 1899.
  - A Kátsa, más szóval Ebbe a könyvbe van mögirva a Katsa tzigány élete világra gyövetelétül kezdve mind a zakasztófáig, a mire rá is szógált vóna. Budapest: Singer és Wolfner. 1899.
  - Veszödelmek, más szóval nem matska ugrás ide Amerika se. Budapest: Singer és Wolfner. 1899.
  - Pöhölyék és másefféle falusi történetek. Budapest: Singer és Wolfner. 1901.
  - Bojgás az világba mög más mindönféle. Budapest: Singer és Wolfner. 1901.
  - Tapasztalatok, vagyis más szóval az nagy kiállításon szörzött tapasztalatok. Budapest: Singer és Wolfner. 1901.
  - No még öggyet… Budapest: Dick. 1925.
  - Vakarts, vagyis a zutósó könyvem. Budapest: Dick. 1925.
- Pósa Lajos – Gárdonyi Géza: Árpád népe. Képek Magyarország ezer esztendős múltjából. Budapest: Singer és Wolfner. 1896. = Filléres Könyvtár.
- Két menyasszony és más elbeszélések. Budapest: Singer és Wolfner. 1897.
- Az én falum: Egy tanító följegyzései I–II. Budapest: Légrády. 1898–1900.
- Tizenkét novella. Budapest: Singer és Wolfner. 1901.
- Krisztus temetése: Magyarázó szöveg Feszty Árpád hármas képéhez. Budapest: Révai. 1902.
- A pesti úr: Evvel kezdődik oszt ebbe van a zöreg Tátrán szörzött tapasztalat is mög a pötsétfaragásrul szörzött tapasztalat is, más szóval ebbe a könyvbe is van mindönféle mint a többibe. Budapest: Singer és Wolfner. 1902.
- Emlékezetes napok a magyar történelemből. Budapest: Singer és Wolfner. 1903.
- Vén Hegedős: Kátsa czigány adomái. Budapest: Méhner. 1907. = Jó Könyvek.
- A zöld erszény és más elbeszélések. Budapest: Singer és Wolfner. 1903.
- Tihanyi Pista baklövései. Budapest: Singer és Wolfner. 1904.
- Bolond Istók és más efféle bolond történetek. Budapest: Singer és Wolfner. 1904.
- Két katica-bogár. Budapest: Singer és Wolfner. 1906.
- Mi erősebb a halálnál? Budapest: Singer és Wolfner. 1909.
- Hosszúhajú veszedelem: Az agglegény-elbeszélések I–II. Budapest: Singer és Wolfner. 1912.
- Messze van odáig. Budapest: Singer és Wolfner. 1913.
- Levél a kaszárnyából. Budapest: Magyar Jövő. 1924.
- Kevi Pál halála és más történetek. Budapest: Magyar Jövő. 1924.
- Arany, tömjén, mirha: Legendák, evangéliumi álmok. Budapest: Németh. 1924.
- Amiket az útleíró elhallgat. Budapest: Dante. 1927.
- Boldog halál szekerén. Budapest: Dante. 1928.
- Hallatlan kiváncsiság. Budapest: Dante. 1929.
- Krisztus bankója. Budapest: Dante. 1929.
- Aranymorzsák. Budapest: Dante. 1935.
- Tihanyi Pista és más történetek. Budapest: Dante. 1939.
- A falábú ember és más elbeszélések. Arad: Kölcsey Egyesület. 1943.
- Tüzek meg árnyékok: Válogatott novellák. Szerk. Nagy Pál. Marosvásárhely: Állami Irodalmi és Művészeti. 1957.
- Kék pille: Válogatott elbeszélések 1888–1922. Szerk. Oláh László. Budapest: Szépirodalmi. 1958.
- Erdei történet: Elbeszélések. Szerk. Bokor Mária. Bukarest: Irodalmi. 1961.
- Szegény ember jó órája: Elbeszélések 1–2. Sajtó alá rend., utószó Z. Szalai Sándor és Tóth Gyula, ill. Reich Károly. Budapest: Szépirodalmi. 1964.
- Tükörképeim. Önéletírások, karcolatok, esszék. Sajtó alá rend., utószó Z. Szalai Sándor és Tóth Gyula, ill. Kass János. Budapest: Szépirodalmi. 1965.
- Néha az ember feledékeny: Rajzok és novellák. Szerk. Antal Árpád. Kolozsvár: Dacia. 1974.
- Az ezeréves ember: Elbeszélések, karcolatok, tárcák. Szerk. Szász László. Bukarest: Kriterion. 1980.
- Kinek a párja?: Gárdonyi Géza kötetben meg nem jelent írásai. Szerk. Urbán László. Érd: Gárdonyi Géza Általános Iskola. 1993.
- Szívlobbanás: Kisregények, novellák, publicisztikák. Szerk. Urbán V. László. Budapest: Aqua. 1995.
- Szegedi figurák: 1889. Gyűjt., szöveggond., jegyz., utószó Péter László. Szeged: Bába. 2000. = Tisza Hangja.
- Tengeren járók csillaga: Elbeszélések. Budapest: Szent István Társulat. 2005.
- Bűntárgyalás: Elbeszélések. Szerk. Dávid Gyula. Kolozsvár: Komp-Press; Polis. 2006.
- Az utolsó boszorkány: Válogatott elbeszélések. Szerk. Veress István. Budapest: Arión. 2007.
- A mezítelen ember: Válogatott elbeszélések. Szerk. Veress István. Budapest: Arión. 2008.
- A szamaritánus álma: Elbeszélések. Budapest: Szent Maximilian. 2009.
- Amiket az útleíró elhallgat. Elbeszélések. Budapest: Fapadoskonyv.hu. 2009.

Önéletírásai, naplói, esszéi
- Mai csodák: A természet mindenségéből. Budapest: Dante. 1925.
- Földre néző szem: Intelmek fiaimhoz. Budapest: Dante. 1929.
- Én magam: Gondolatok. Budapest: Dante. 1935.
- Magyarul így! Budapest: Dante. 1938.
- Gyermekkori emlékeim. Budapest: Szépirodalmi. 1951.
- Szüleim gyémántja: Önéletírások, elbeszélések. Szerk. Z. Szalai Sándor, Tóth Gyula. Budapest: Móra. 1969.
- Titkosnapló. A titkosírás megfejtői Gilicze Gábor és Gyürk Ottó, vál., bev., utószó Z. Zalai Sándor, közrem. Korompai János. Budapest: Szépirodalmi. 1974.
- Szüleim gyémántja voltam. Sajtó alá rend., utószó Sallay Gergely, ill. Lipták György. Budapest: Unikornis. 1996. = Nagy Magyar Mesemondók.
- Földre néző szem: Gárdonyi Géza füveskönyve. Szeged: Lazi. 2003.
- Égre néző lélek: Gárdonyi Géza füveskönyve. Szeged: Lazi. 2003.
- A természet kalendáriuma: Titkosnapló. Sajtó alá rend. Gilicze Gábor és Kovács Attila Zoltán, szöveg megfejt., szerk. Gilicze Gábor, előszó Király Júlia. Budapest: Helikon. 2014.

Meséi
- Mindentudó Gergely bácsi könyve. Budapest: Singer és Wolfner. 1898.
- Nagyapó tréfái I–III. Budapest: Singer és Wolfner. 1902.
- Nagyapó tréfái IV–V.: Unatkozó gyermekeknek mulatságul. Budapest: Singer és Wolfner. 1902. = Filléres Könyvtár.
- Nagyapó 100 tréfája. Budapest: Singer és Wolfner. 1902.
- Nevető könyv: Tizenkét vidám történet. Budapest: Singer és Wolfner. 1903.
- Mindentudó Gergely bácsi második könyve. Budapest: Singer és Wolfner. 1904.
- Nagyapó tréfái. 1. gyűjt. Unatkozó gyermekeknek mulatságul, tanulságul, hallásból, tudásból, maga-kitalálásából összeírta Gárdonyi Géza. 2. kiad. Budapest: Singer és Wolfner. 1913. = Filléres Könyvtár.
- Gárdonyi Géza gyermekmeséi I–III. Budapest: Dante. 1939.
- A hálátlan krokodilus és más mesék. Budapest: Dante. 1939.
- A rózsaszínű cica és más vidámságok. Budapest: Dante. 1940.
- Barátaink, az állatok. Budapest: Dante. 1942.
- Róka koma. Budapest: Ifjúsági. 1956.
- Móka meg a fia. Budapest: Ifjúsági. 1956.
- Cifra mese: Mesék és hasznos történetek. Szerk. Z. Szalai Sándor, Tóth Gyula. Budapest: Móra. 1967.
- Gárdonyi Géza összes meséi. Szeged: Szukits. 2001.

Versei
- Április: Költemények. Budapest: Singer és Wolfner. 1894.
- Ygazság a földön. Legenda. Szeged: Engel ny. 1896.
- Fűzfalevél, nyárfalevél…: Költemények. Budapest: Singer és Wolfner. 1904. Online
- December: Költemények. Budapest: Dante. 1929.
- Gárdonyi Géza versei. Szerk. Bóka László. Budapest: Magyar Helikon. 1958.
- Versek. Budapest: Rejtjel. 1994.
- Gyémántországban: Gárdonyi Géza legszebb versei és meséi. Szerk. Lukács Zoltán. Kaposvár: Holló. 2005. = Egyszer Volt, Hol Nem Volt.
- Útra-készülés: Istenes versek. Szerk. Kindelmann Győző. Budapest: Szent István Társulat. 2007.

Színpadi művei
- Zendülés a pokolban: Látványos bohóság. Győr: Sauervein ny. 1887.
- Divatgróf: Egy névtelen akadémia 100-ik gyűlése. Győr. 1888.
- Argyrus királyfi: Tündéries dalmű egy felvonásban. Szeged: Bába ny. 1891.
- Az erdő élete: Balletszerű álomkép. Budapest: Magyar ny. 1896.
- A bor: Falusi történet három felvonásban. Budapest: Singer és Wolfner. 1901.
- Karácsonyi álom: Betlehemes-játék 3 felvonásban. Budapest: Singer és Wolfner. 1902.
- Annuska: Vígjáték három felvonásban. Budapest: Singer és Wolfner. 1903.
- Fehér Anna: Betyár-történet 3 felvonásban. Budapest: Singer és Wolfner. 1906. Online
- Fekete nap: Történet a szabadságháborúból 3 felvonásban. Budapest: Singer és Wolfner. 1906.
- Falusi verebek: Köznapi történet három felvonásban. Budapest: Singer és Wolfner. 1909.
- Szentjánosbogárkák: Tíz kisebb színmű. Budapest: Légrády. 1924.
- Zéta: Színmű. Budapest: Dante. 1929. (A láthatatlan ember alapján)
- Versek – drámák. Sajtó alá rend., utószó Z. Szalai Sándor és Tóth Gyula. Budapest: Szépirodalmi. 1966.
- A tükörkép: Válogatás Gárdonyi Géza műveiből halálának ötvenedik évfordulójára. Szerk. Fazekas Zsuzsa. Budapest: Nemzeti Propaganda Iroda. 1972. = Színjátszók Kiskönyvtára.

## Emlékezete
Életéről, személyéről és művészetéről már életében születtek írások, a halálát követő évtizedben megjelenő Gárdonyi-monográfiák és ‑elemzések száma pedig tucatnyira rúgott (felsorolásukat lásd a szócikk végén). Gárdonyi halálát követően fia, Gárdonyi József vette kezébe apja irodalmi hagyatékának rendezését, emellett Az élő Gárdonyi címen könyvet is írt apjáról (1934), valamint németre fordította A láthatatlan ember című regényét (1941). Részben szervezőmunkájának köszönhetően 1923-ban létrejött az Országos Gárdonyi Géza Irodalmi Társaság, amely 1924 és 1938 között a Dante Könyvkiadóval összefogva hatvan kötetben jelentette meg az író teljes életművét. Számos elbeszélése, regénye, színműve és gyermekmeséje csak ekkor – posztumusz – jutott el az olvasóközönséghez. A Szépirodalmi Könyvkiadó 1962 és 1966 között tizenegy kötetben újra kiadta összegyűjtött műveit. Az 1960-as–1970-es évek során irodalmi hagyatéka gondozásában, életútja és életműve tudományos feltárásában és megismertetésében vezető szerepet játszott Z. Szalai Sándor és Kispéter András.
Még életében, 1912-ben róla nevezték el az egri utcát, amelyben lakott, 1932-ben pedig az egyik szomszédos utca Egri csillagok útja lett. A halálát követő évben, 1923-ban alakult meg a városban az 1945-ig működő Gárdonyi Társaság, amelynek egyik kiemelt célja az író emlékének ápolása volt. Eger 1955-ben megnyílt, állandó társulattal rendelkező színháza megalakulásakor felvette Gárdonyi Géza nevét.

### Gárdonyi-emlékhelyek

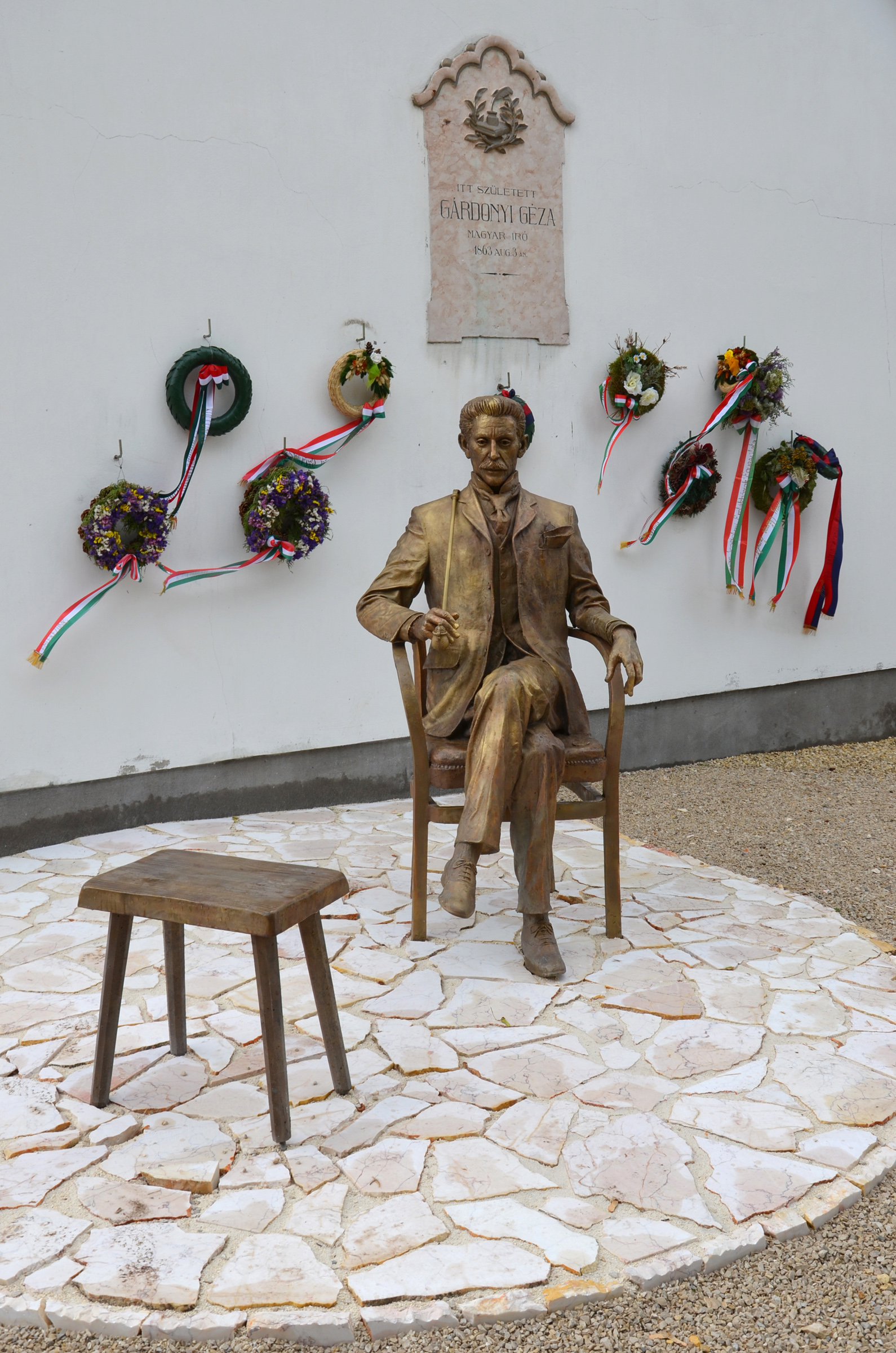
Gárdonyi Géza szobra szülőházánál
(Kligl Sándor alkotása, 2013)

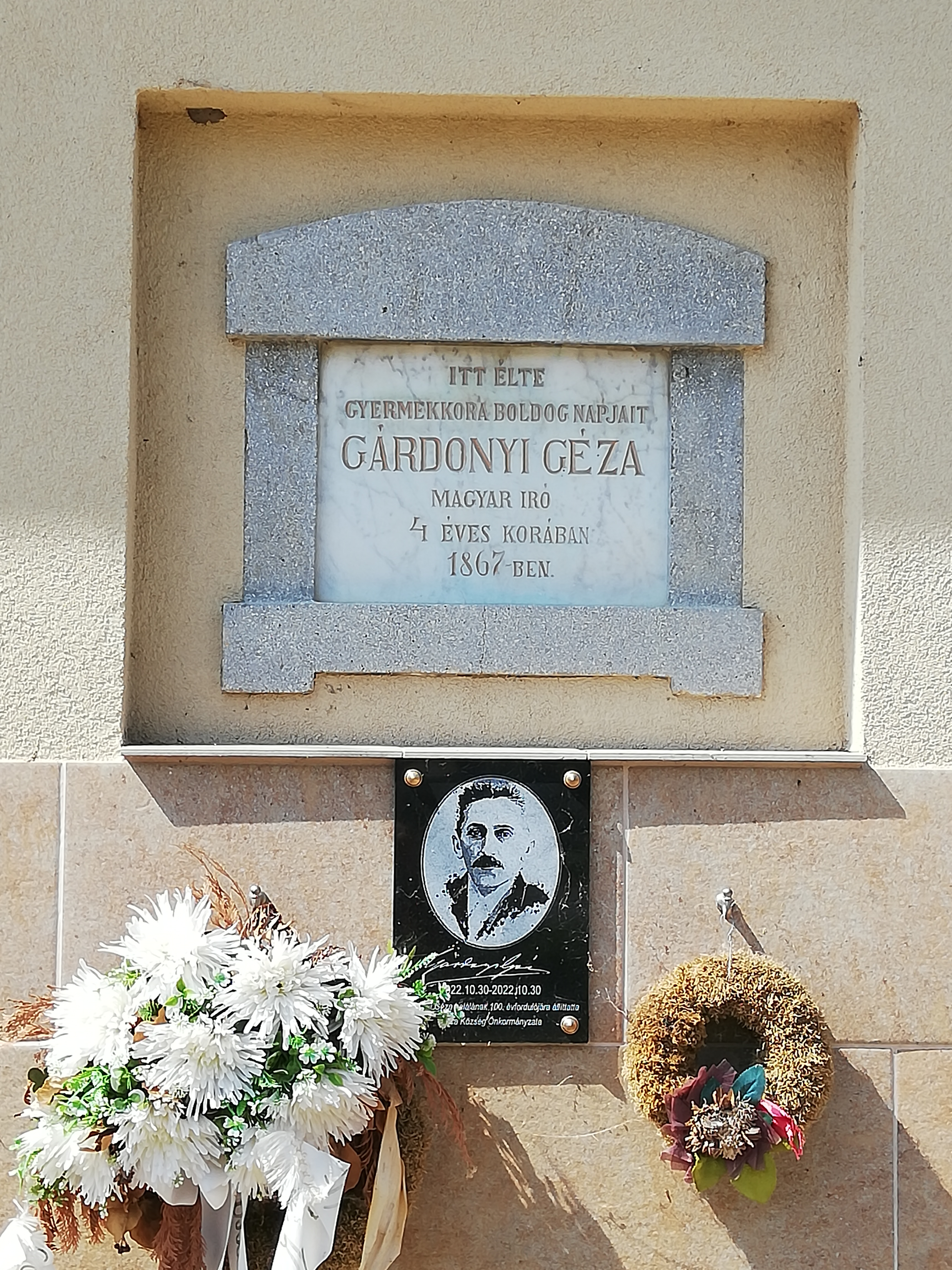
Emléktáblája egykori pátkai lakhelye homlokzatán

Míg az író József nevű fia a szellemi hagyaték gondozásával foglalkozott, elsőszülött fia, Gárdonyi Sándor az egri ház emlékhellyé alakításán fáradozott. Megőrizte apja dolgozószobáját, a második világháború során óvta könyvtárát és bútorait. Munkájának köszönhetően 1952-ben az egri hóhér-dombi házban hivatalosan is megnyílhatott a Gárdonyi Géza Emlékmúzeum. Az emlékhelyen közel eredeti állapotában megtekinthető az író dolgozó- és hálószobája, a vitrinekbe kézirataiból, jegyzeteiből, titkosírásos naplójából, leveleiből, hivatalos okmányaiból és tárgyaiból válogattak a kiállításrendezők. 1926-ban helyezték el a sályi népiskola falán emléktábláját. Agárdpusztai szülőházában 1988-ban alakították ki a Gárdonyi Géza Emlékházat, ahol a látogató a kiállított dokumentumokon és relikviákon keresztül ismerheti meg Gárdonyi életét.
Az országban számos Gárdonyi-szobor található. A halálát követő évtizedben állították fel első köztéri szobrait, 1928-ban Zászlós István bronz emlékművét Győrben, 1932-ben pedig Horvay János egész alakos szobrát Budapest XI. kerületében, a Bartók Béla út és a Bercsényi utca közötti kiteresedésen (a mai Gárdonyi téren). Szülőfalujában, a Gárdonyhoz tartozó Agárdon két köztéri emlékműve is található: a Petőfi Sándor utcában mellszobra, a Gárdonyi Géza Általános Iskolánál pedig Petri Lajos domborműve (mészkő, 1963). 1959-ben Kaposvár kapott köztéri Gárdonyi-szobrot (Varga Miklós, bronz). Több alkotás Somogyi Árpád nevéhez fűződik: így a kaposvári Csokonai Vitéz Mihály Tanítóképző Főiskolán található Gárdonyi-szobor (kő, 1960), valamint az egri ház kertjében elhelyezett ülő Gárdonyi (bronz, 1965). Vasas Károly Gárdonyi-mellszobrát 1960-ban állították fel a szegedi egyetemen, amely 2003 óta már a Dóm téri árkádban nyerte el végleges helyét. Egerben, a Gárdonyi Géza Színház előcsarnokában kapott helyet a névadó mellszobra, Ohmann Béla alkotása (márvány, 1964). 1973 óta a devecseri Gárdonyi Géza Általános Iskolánál áll kőportréja, Konyorcsik János szobra, 1987-ben pedig Dunaújvárosban, a szintén az íróról elnevezett általános iskolánál állították fel bronz mellszobrát, Palotás József művét. 1990-ben a pápai Köztársaság ligetben avatták fel mellszobrát (bronz, Ferenczy Imre). 2004-ben kántortanítóskodása helyszíne, Dabrony gazdagodott egy köztéri Gárdonyi-mellszoborral, szintén Ferenczy alkotásával (bronz). Az egri Érsekkertben 2004–2005-ben állították fel az írópáros Bródy Sándor és Gárdonyi Géza szobrát, Varga Imre alkotását. További számos Gárdonyi-emléktábla található az országban, így például Balatonfüreden (1975), Pálmonostorán (Máté István, 2000), a devecseri római katolikus templom falán (Lesenyei Márta, 2002), a róla elnevezett győri általános iskola homlokzatán (csempekép, Sándor József Péter, 2013), valamint a szegedi SZAB-székház falán (Beliczay Mária, 2014). Az író születésének százötvenedik évfordulója tiszteletére az országgyűlés Gárdonyi-emlékévvé nyilvánította 2013-at. Ugyancsak e jeles évforduló alkalmából, 2013 augusztusában avatták fel az író egész alakos ülő szobrát, Kligl Sándor alkotását az agárdpusztai emlékháznál.

### Műveinek utóélete

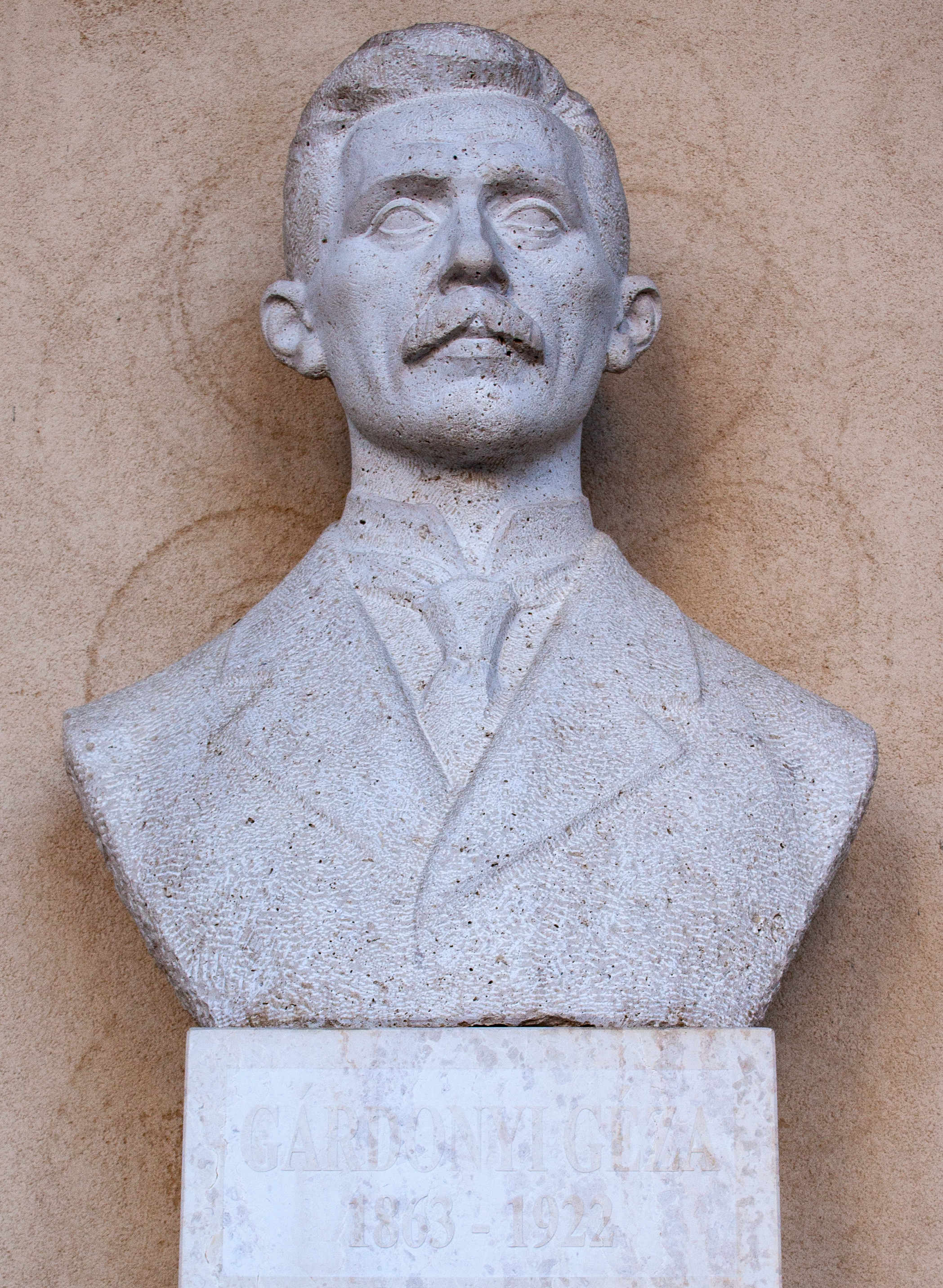
Mellszobra a szegedi Dóm téren

Noha Gárdonyi néhány művében célzatosan az ifjúsághoz szólt történetmesélési szándékkal, legjelentősebb történelmi regényeinek megírását nem az újabb generációk szórakoztatása vagy nevelése motiválta. Az utókor azonban, részben már az 1930-as évek, de igazán jellemzően az 1940-es–1950-es évek óta az ifjúsági szerzők között tartja számon. Az Egri csillagok, A láthatatlan ember és az Isten rabjai iskolai olvasmányok lettek, amelyeket szívesen forgatott a tanulóifjúság. Legismertebb művét, az Egri csillagokat napjainkig mintegy húsz nyelvre fordították le, A Nagy Könyv címen futó 2005-ös felmérés során, az olvasóközönség szavazatai alapján pedig a legnépszerűbb magyar regénnyé választották. Az öreg tekintetes című regényéből Balázs Sándor 1941-ben vígjátékot írt Öreg tekintetes címmel. Több művét megfilmesítették, még élete utolsó évében vették filmszalagra Göre Gábor-történeteit, s néhány képkocka erejéig az egri otthona kertjében ülő Gárdonyi is megjelenik a filmben. 1934-ben Székely István rendezésében, Ágay Irén és Jávor Pál főszereplésével az Ida regénye filmváltozata került a mozikba, 1942-ben a Pacséry Ágoston rendezte Isten rabjai készült el, a főszerepben Bulla Elmával, 1968-ban pedig Várkonyi Zoltán rendezésében, Kovács István, Venczel Vera és Sinkovits Imre főszereplésével film készült az Egri csillagokból is. Két kisregényéből televíziós játékfilmet készítettek: 1972-ben A lámpást (rendezte Hajdufy Miklós), 1987-ben pedig az Öreg tekintetest (rendezte Horváth Tibor). A színműíró, de különösen a költő Gárdonyi képe napjainkra háttérbe szorult a köztudatban, a novellista Gárdonyi is leginkább éppen azokról a Göre Gábor-történetekről ismert, amelyeket maga a szerző sem becsült sokra élete utolsó szakaszában.

## További irodalom
- Madarász Flóris: Gárdonyi Géza. Budapest: Szent István Társulat. 1909.
- Vértessi Aranka: Gárdonyi nyelvéről. Budapest: Markovits és Garai. 1910.
- Erdősi József: Mozaik: Feljegyzések Gárdonyi Gézáról. Budapest: Országos Gárdonyi Géza Irodalmi Társaság. 1923.
- Gopcsa László: Gárdonyi Géza élete és legelső írásai. Budapest: Pfeifer. 1923.
- Bilkei Ferenc: Gárdonyi és a buddhizmus. Székesfehérvár: Vörösmarty ny. 1925.
- Szabolcska László: Gárdonyi Géza élete és költészete. Temesvár: Helicon. 1925.
- Kéky Lajos: Gárdonyi Géza. Budapest: Pallas. 1926.
- Gárdonyi Géza emléke. A győri lakóházán elhelyezett márványtábla leleplezési ünnepélyén elmondott beszédek és alkalmi költemények. Győr: Győri Hírlap ny. 1928.
- Sík Sándor: Gárdonyi, Ady, Prohászka: Lélek és forma a századforduló irodalmában. Budapest: Pallas. 1929.
- Váth János: Gárdonyi Géza életrajza. Szombathely: Dunántúli ny. 1929.
- Kelemen Ferenc: Gárdonyi Géza nevelői személyisége „Az én falum” tükrében. Makó: Horváth. 1929.
- Futó Jenő: Gárdonyi Géza. Hódmezővásárhely: Erdei ny. 1930.
- Schvertsig Antal: Gárdonyi Géza regényköltészete. Budapest: Sárkány ny. 1930.
- Az egri halhatatlan: Tanulmányok Gárdonyi Gézáról. Szerk. Simon Lajos. Budapest: Dante. 1932.
- Az egri remete: Tanulmányok Gárdonyi Gézáról halálának tízéves évfordulója alkalmából. Szerk. Simon Lajos. Budapest: Országos Gárdonyi Géza Irodalmi Társaság. 1932.
- A természetrajongó Gárdonyi. Debrecen: Városi ny. 1934.
- Payr Sándor: Gárdonyi apja és a Ziegler család Sopronban és Nemeskéren: Az evangélikus Zieglerek és Gárdonyi vallásos lelkülete. Sopron: Székely. 1934.  arch Hozzáférés: 2019. február 18.
- Tordai Ányos: Amit nem tudunk Gárdonyiról. Jegyzetek Gárdonyi József: Az első Gárdonyi c. könyvéhez. Budapest: szerző. 1935.
- Miklós Róbert: Gárdonyi Géza: Egri csillagok. Budapest: Művelt Nép. 1952. = Útmutató Falusi Előadók Számára.
- Hegedüs András: Győr irodalmi örökségéből: Petőfi Sándor és a győri „Hazánk” / Gárdonyi Géza, a „Tanítóbarát” szerkesztője. Győr: Győr-Sopron Megyei Tanács Művelődési Osztály. 1961.
- Vezető a Gárdonyi Géza Emlékmúzeumhoz. Eger: Bakó Ferenc. 1962.
- Hegedűs András: Gárdonyi, a néptanító. Budapest: Tankönyvkiadó. 1962.
- Emlékkönyv Gárdonyi Géza születésének 100. évfordulójára. Szerk. Nagy Andor. Eger: TIT Heves Megyei Szervezete. 1963.
- Hegedűs András: Robot és szolgálat: Gárdonyi Géza Győrött (1886–1888). Győr: Hazafias Népfront. 1965.
- Z. Szalai Sándor: Gárdonyi műhelyében. Budapest: Szépirodalmi. 1970 = Elvek és Utak.
- Korompai János: Gárdonyi Géza egri otthona: Vezető a Gárdonyi Géza Emlékmúzeumhoz. Eger: Heves megyei Múzeumi Szervezet. 1972. = A Heves Megyei Múzeumi Szervezet Kiadványai.
- Gárdonyi-emlékülés: Tudományos ülés az író halálának 50. évfordulóján. Eger: Gárdonyi Géza Társaság. 1973.
- Szekér Endre: A nominális stílus jelentkezése Gárdonyi műveiben. Budapest: ELTE. 1975. = Nyelvtudományi Dolgozatok, 17.
- Szász Ilona: „… végeknek tüköri”: Gárdonyi Géza Egri csillagok c. regényének olvasmányfeltáró bibliográfiája. Budapest: FSZEK. 1978.
- Gárdonyi Géza millenniumi terve. In  Az ezredév. Vál. Tarr László. Budapest: Magvető. 1979.  ISBN 963 271 087 8 Hozzáférés: 2010. április 30. (Gárdonyi millenniumi terve egy honfoglaláskori élőképről.)
- Várterész Cecília: Gárdonyi Géza: Ajánló bibliográfia Gárdonyi Géza születésének 120. évfordulójára. Debrecen: Debreceni Városi Könyvtár. 1983.
- Az Egri csillagok mint olvasmányélmény: Befogadásvizsgálat általános iskolai tanulók körében. Szerk. Katsányi Sándor. Budapest: Tankönyvkiadó. 1985.
- Horváth Júlia: Gárdonyi Géza Emlékmúzeum Agárd / Museum Géza Gárdonyi Agárd. Székesfehérvár: István Király Múzeum. 1988. = István Király Múzeum közleményei / D. sorozat.
- Lipp Tamás: Így élt Gárdonyi Géza. Budapest: Móra. 1989. = Így Élt.
- Gárdonyitól Gárdonyiról. Összeáll. Tóth Tibor. Budapest: Tankönyvkiadó. 1990.
- Gárdonyi Géza: Egri csillagok: Munkafüzet. Szerk. Szabó Pap Edit. Budapest: Ikon. 1995. = Matúra Olvasónapló.
- Rudolfné Galamb Éva – Rudolf Ottó: Olvasmánynapló Gárdonyi Géza Egri csillagok című regényéhez. Budapest: Nemzeti Tankönyvkiadó. 1995. = Olvasmánynapló-sorozat.
- Gárdonyi Géza: Általános és középiskolások számára. Összeáll. Margócsy Klára. Debrecen: Tóth Könyvkereskedés. 1997. = Nagyjaink.
- Horváth Júlia: Ahol a költők teremnek: Vajda, Gárdonyi szülőföldjén. Székesfehérvár: Fejér Megyei Pedagógiai Szolgáltató Intézet. 1998.
- Nagy Sándor: Gárdonyi közelében. Eger: Dobó Vármúzeum. 2000 = Studia Agriensia.
- Varga Zita: Gárdonyi Géza könyvtára. Eger: Bródy Sándor Megyei és Városi Könyvtár. 2000.
- Sors és történelem: Tanulmányok Gárdonyi Gézáról. Szerk. Z. Szalai Sándor. Miskolc: Felsőmagyarországi. 2001.
- Brassai Zoltán: Gárdonyi Géza: Kismonográfia. Veszprém: Művészetek Háza. 2003 = Vár Ucca Műhely Könyvek.
- Gyimesné Szekeres Ágnes: Olvasónapló: Egri csillagok. Debrecen: TKK. 2004.
- Hovanyecz László: Eger két írócsillaga: Bródy Sándor és Gárdonyi Géza. Eger: Eger Város Önkormányzata. 2005.
- Irányi István: Gárdonyi Géza erkölcsvilága. Balatonfüred: szerző. 2005.
- Egri Csillagok: Olvasmánynapló. Összeáll. Rágyanszky Zsuzsanna. Budapest: Totem. 2007. = Miért Éppen Ezt Olvassam?
- Czeidli József: Gárdonyi Géza és Devecser. Devecser: Gárdonyi Géza Közös Fenntartású Általános Iskola és Óvoda, Alapfokú Művészetoktatási Intézmény. 2010.
- Kovács Gábor: A szó kényszerhelyzetben: Bevezetés Gárdonyi regénypoetikájába. Budapest: Gondolat. 2011. = Universitas Pannonica.
- Druzsin Ferenc: „Valami tiszta, égből szállt sugár…”: Gárdonyi Géza és Bródy Sándor „falusi színművei”. Miskolc: Felsőmagyarország. 2013.
- Z. Szalai Sándor: Gárdonyi nagy útja. Előszó Kocsis Klára. Budapest: Kairosz. 2013.
- Barsi Ernő: A muzsikáló Gárdonyi Géza. Szerk. Takács Zsolt. Vámosszabadi: Magyar Kultúra. 2013.
- Czeidli József: Gárdonyi nyomában. Devecser: Devecseri Kastélykönyvtár. 2013.
- Z. Szalai Sándor: Gárdonyi szegedi évei. Csongrád: Raszter. 2013. = Irodalmi Füzetek.
- „Agyagedénybe zárt Isten-sugár”: In memoriam Gárdonyi Géza. Szerk. Cs. Varga István. Budapest: Hungarovox. 2014. = Egri Jubileumok.
- Kusper Judit: A csillagok fényezése: Emlékezet és narratíva Gárdonyi Géza műveiben. Eger: EKF Líceum. 2015.
- Mesterkönyvek faggatása: Tanulmányok Gárdonyi Géza és Bródy Sándor művészetéről. Szerk. Bednanics Gábor, Kusper Judit. Budapest: Ráció. 2015. = Ráció-tudomány.
- Keller Péter: Az élő Gárdonyi-arc. Budapest: Szent István Társulat. 2015.